# Danewerk

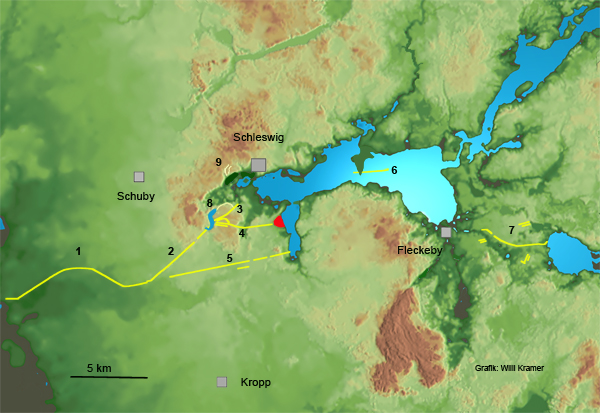
Die Bestandteile des Danewerks
1 Krummwall, 2 Hauptwall, 3 Nordwall
Thyraburg: am nordöstlichen Ende des Hauptwalls (2)
4 Verbindungswall zur Anbindung von Haithabu (rote Fläche: Haithabu)
Halbkreiswall: rings um Haithabu, am östlichen Ende des Verbindungswalls
5 Kograben
6 Schlei-Seesperrwerk
7 Osterwall als Verbindung zum Windebyer Noor
----
Weitere Wälle im Umfeld des Danewerks
Kurzer Kograben: südlich der Mitte des Kograbens (5)
8 Stummes Werk
9 Wälle im Waldgebiet Tiergarten

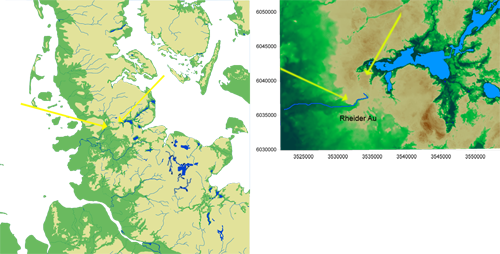
Links: Lage des Danewerks im nördlichen Schleswig-Holstein. Rechts: derselbe Ausschnitt wie im oberen Bild; die gelben Pfeile weisen auf den geringen Abstand zwischen den Wasserwegen Schlei und Rheider Au hin.

Das Danewerk (dänisch Danevirke, altdänisch danæwirchi) ist eine zeitlich und räumlich komplexe lineare Befestigung des frühen und hohen Mittelalters im nördlichen Schleswig-Holstein. Es besteht aus Wällen mit Wehrgräben, einer Ziegelsteinmauer und einem Seesperrwerk in der Schlei. Die Bauwerke ließen die nur 17 Kilometer breite Schleswiger Landenge zwischen der Schlei im Osten und der Treene im Westen kontrollieren und verteidigen.
Die ältesten Teile des Danewerks sind zwei bislang undatierte Erdwälle. Ein erster großer Ausbau fand um 450 n. Chr. bzw. um 700 n. Chr. statt, ein weiterer noch stärkerer Ausbau im Jahre 737. In dieser Zeit entstanden auch der Nordwall sowie im Osten der Osterwall und das Schlei-Seesperrwerk in der Großen Breite der Schlei, mit dem sich die Durchfahrt der von der Ostsee kommenden Schiffe kontrollieren ließ. In der Wikingerzeit entstanden innerhalb weniger Jahrzehnte der Halbkreiswall der Handelssiedlung Haithabu und der Verbindungswall sowie südlich davon der 7,6 Kilometer lange Kograben. Im späten 12. Jahrhundert folgte die 3,7 Kilometer lange Waldemarsmauer.
Im 19. Jahrhundert erlangte das Danewerk eine besondere Bedeutung als nationales Symbol für Dänemark. Während der Schleswig-Holsteinischen Erhebung (1848–1851) wurde es militärisch genutzt. Anfang der 1860er Jahre, im Vorfeld des Deutsch-Dänischen Krieges (1864), wurde das Danewerk mit Schanzen ausgebaut. In dieser Zeit wurde es stark umgestaltet.
Die Wallzüge sind heute noch zu etwa 80 % der Strecken erhalten, zum Teil allerdings stark verschleift. Die Relikte des Danewerks gelten als das größte archäologische Denkmal Nordeuropas. Am 30. Juni 2018 wurde das Danewerk zusammen mit Haithabu als Archäologischer Grenzkomplex Haithabu und Danewerk zum UNESCO-Welterbe erklärt.

## Wallphasen

### Hauptwall
Der 5,5 Kilometer lange Hauptwall ist der zentrale Bestandteil der Wallanlagen. Er beginnt im Osten am ehemaligen Dannewerker See und verläuft von dort in südwestlicher Richtung bis in die Flussniederung der Rheider Au. Der Hauptwall war der erste Wall des Danewerks. Er wurde im Lauf von Jahrhunderten mehrmals ausgebaut und dabei immer größer dimensioniert. Auch die letzte große Bautätigkeit am Danewerk – die Errichtung der Waldemarsmauer – diente der Verstärkung des Hauptwalls und war mit einem gewaltigen Ausbau der ganzen Wallanlage verbunden.

#### Phasen I–II: Erdwälle

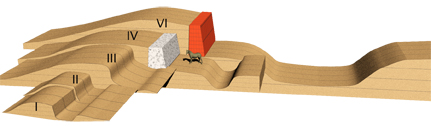
Bauphasen des Hauptwalls (Schema, rechts ist Süden)
• I und II Erdwall
• III Sodenwall
• IV Palisadenwall/Feldsteinmauer
• VI mit Waldemarsmauer. Die Phase V kennzeichnet Wälle des 10. Jahrhunderts im Gesamt–Danewerk. 3D-Grafik: Willi Kramer

Zwei Erdwälle von 1,8 bzw. 2,2 Meter Höhe und Breiten von um sechs Meter sind bisher nur im Hauptwallzug erkannt und an vier Stellen dokumentiert worden. Das Alter dieser frühen Erdwälle konnte nicht genau bestimmt werden. Das Danevirke Museum gibt als Baubeginn des Hauptwalls den Zeitraum 450 bis 500 an.

#### Phase III: Sodenwall
In Phase III war der Hauptwall ein Sodenwall, ein Wall aus Gras-, Heide- und Torfsoden. Er war 18 Meter breit, etwa vier Meter hoch und hatte keinen Wehrgraben. Eine Reihe von C14-Datierungen weist auf eine Erstellung um 700 n. Chr. hin. Eine weit jüngere Frühdatierung ist wegen des besonderen Probenmaterials in der fachlichen Diskussion.
- Datierung I: Der Sodenwall ist im gesamten Hauptwallzug vorhanden. Er geht im Westen in den Krummwall über, dessen Bauweise ähnlich ist. Im Jahr 1990 legte der dänische Archäologe H. Hellmuth Andersen an Schanze XVI (Lage) einen Profilschnitt an[9] und fand in der Schicht des Sodenwalls erhaltene Knüppelhölzer.[10] Sechs dieser Hölzer liegen datiert vor. Bei zwei Proben war das Holz älter als bei den übrigen Proben. Der Bearbeiter der Proben, Helmut Erlenkeuser (Kiel, C14-Labor), vermutete, dass diese Stämme als Altholz aus den Niederungen der Rheider Au geborgen worden seien. Bei einer weiteren Probe konnte das Alter nicht sicher bestimmt werden. Bei den übrigen drei Proben bestimmte Erlenkeuser das Kalenderalter auf die Jahre 635–774, 646–867 und 650–806. Im gewichteten Mittel ergab dies den Zeitraum 646–768.[11] Bei Schanze XIX und einem Wallabschnitt, der bereits dem Krummwall zuzuordnen ist, konnten ebenfalls Knüppelhölzer datiert werden. Bei zwei Proben wich das Alter deutlich ab. Bei den übrigen 14 Proben bestimmte Erlenkeuser als Mittelwert den Zeitraum 676–769.[11]

- Datierung II: Eine um mehr als 200 Jahre ältere Datierung war 2013/14 u. a. auch über die Medien veröffentlicht worden.[12][13] Die Archäologinnen Astrid Tummuscheit und Frauke Witte hatten bei ihrer Ausgrabung des Jahres 2013 dem Sodenwall fünf Sedimentproben aus Heidesoden sowie eine Probe „aus verkohlten Resten der Heidepflanzen“ entnommen. Vier Proben ergaben Radiokarbon-Kalenderalter für einen Zeitraum zwischen 382 und 570, die beiden weiteren Proben, darunter jene der Pflanzenreste, einen Zeitraum zwischen 130 und 333 bei einer Wahrscheinlichkeit von 95 Prozent. Die Ausgräberinnen schlossen daraus, dass der Sodenwall „bis mindestens in die Zeit des 5./6. Jahrhunderts n. Chr. zurückreicht, jedoch auch weit älter sein könnte“[14][15]. In einem jüngeren Vorbericht ihrer Ausgrabungen hielten Tummuscheit und Witte an ihrer Frühdatierung „around the fifth and sixth centuries“ fest, ohne auf die Grundlagen des (früheren) „generally accepted view ... AD 700“ einzugehen.[16]

* Kritik: Angesichts der alten Datierungen der C14-Proben einerseits und der wesentlich jüngeren Datierungen aus Reisighölzern vermutete Willi Kramer ein Eigenalter der Proben. Er verwies auf eine Eigenschaft der Besenheide (Calluna vulgaris): Diese Pflanze hat charakteristische Lebenszyklen; im letzten Zyklus, der Degenerationsphase, sterben die Pflanzen samt Wurzeln ab und es bilden sich an aufliegenden Zweigen neue Pflanzen (Vegetative Vermehrung). Im oberflächennahen Boden reichern sich deshalb in Zyklen von etwa 30 Jahren Wurzelreste an. Heidesoden enthalten somit abgestorbene Pflanzenteile eines größeren, durchaus mehrere Jahrhunderte umfassenden Zeitraumes, die in dieser Zeit kein C14-Isotop mehr aufgenommen haben. Hierfür spräche auch die weite Spreizung der Ergebnisse über vier Jahrhunderte. Methodisch gesehen ist an den C14-Datierungen von Hölzern aus gesichertem Befundzusammenhang der Wallgrabung bei Schanze XVI von 1991 festzuhalten, da immer die jüngste Datierung das Alter eines zusammenhängenden Befundes bestimmt.
* Historische Einordnung: Aus ihrer Datierung des Sodenwalls folgerten Tummuscheit und Witte, dass die Ursache für den ersten massiven Ausbau des Danewerks nicht in der Bedrohung durch die slawische Einwanderung in Ostholstein zu sehen sei, die im späten 7./ frühen 8. Jahrhundert stattgefunden hat. Sie postulieren einen „early state“ im 5. Jahrhundert der „Danes“ bzw. „Jutes“, gegen welche die Angeln nordwärts drückten. Ob der weitgehenden Deutung gefolgt wird, ergibt sich aus der jeweiligen Beurteilung der Datierung.

#### Phase IV: Palisadenwall
Nach dem dänischen Archäologen Helmuth Andersen ist der Sodenwall um 740 durch eine robuste Holzpalisade als Palisadenwall erneuert worden, und zwar mit jenen Pfosten, die 1983 erstmals unter der Feldsteinmauer erkannt worden waren. Sie dienten als neue Front eines vier Meter hohen Sodenwalls. Allerdings fehlen jegliche Nachweise einer entsprechenden Bauschicht im Wallgefüge, da die Feldsteinmauer in die Front des Sodenwalls eingebaut worden ist. Andersen hatte angenommen, dass die unter und in der Feldsteinmauer festgestellten Eichenbohlen erst nachträglich Teil einer Feldsteinmauer wurden. Er wie auch Tummuscheit und Witte verwiesen auf Ähnlichkeiten zu Nordwall ud Osterwall. Bei diesen Palisadenwällen hatte man außerordentlich große Pfostengruben erkannt. Bereits das Alter des Osterwalles ist den datierten Pfostengruben des Norderwalles in analogem Vergleich angehängt. Deren Gruben haben aber keine Steinumstellung des oberen Grubenrandes, die für die Pfosten unter der Feldsteinmauer typisch ist. Der Palisadenwall beruht demnach auf einem Analogieschluss ohne stratigraphischen Nachweis. Eine ausgleichende Lösung fand Andres S. Dobat: „The boulder-stone wall appears to have been built simultaneously or only shortly after the completion of Danevirke IV“ (= Palisadenwall).
Folgt man der analogen Herleitung, hatte die Front des Sodenwalls zunächst vollständig abgegraben werden müssen. Danach waren sechs Meter lange Eichenbohlen in ihren Pfostengruben aufgestellt worden. Die Höhe der Bohlen ergibt sich aus ihrer Funktion in der Feldsteinmauer. Deren verbretterte Bohlenfront wäre schließlich mit Erde hinterfüllt worden. In technischer Hinsicht stellt sich die Frage nach der Plausibilität: Ein vier Meter hoher Erdwall erzeugt an einer senkrechten Wallfront einen Vordruck von je nach Wassergehalt vier bis sechs Tonnen je Meter.

#### Phase IV: Feldsteinmauer

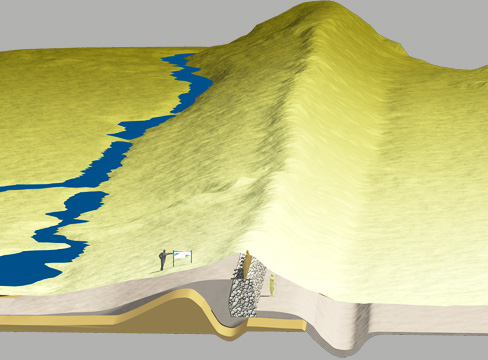
Lage der Feldsteinmauer im Hauptwall östlich von Rothenkrug (Schema). 3D-Grafik: Willi Kramer

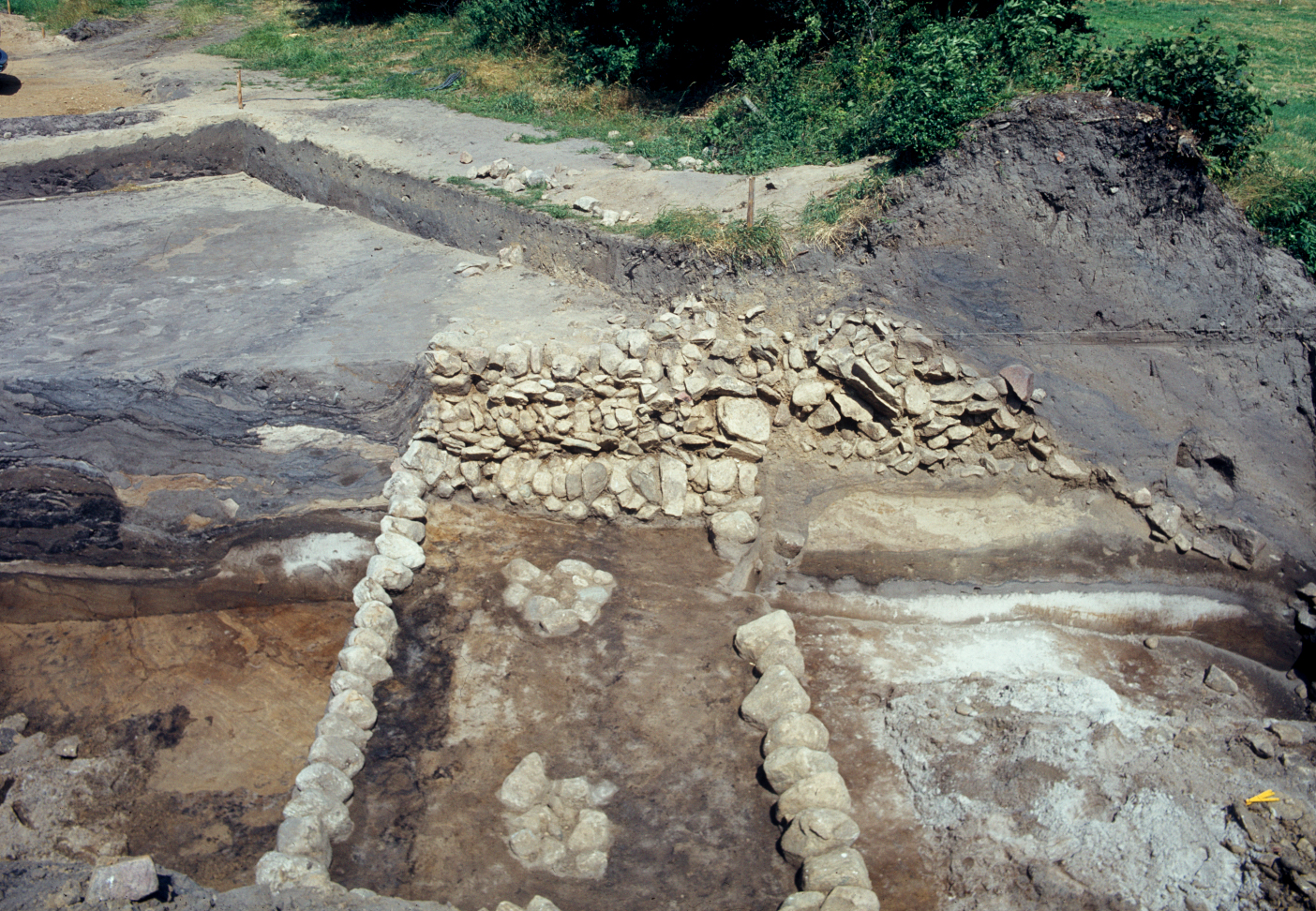
Rothenkrug (Umgehungsstraße) 1983, 50 m östlich der Ausgrabungen von 2010-2014: Blick nach Osten auf die freigelegte Basis der Feldsteinmauer und das Profil; von links: Sodenwallreste, Feldsteinmauer, Mauerversturz über der Berme und Grabenansatz. Der einphasige Graben setzt an der Senke zur südlich angrenzenden Niederung an

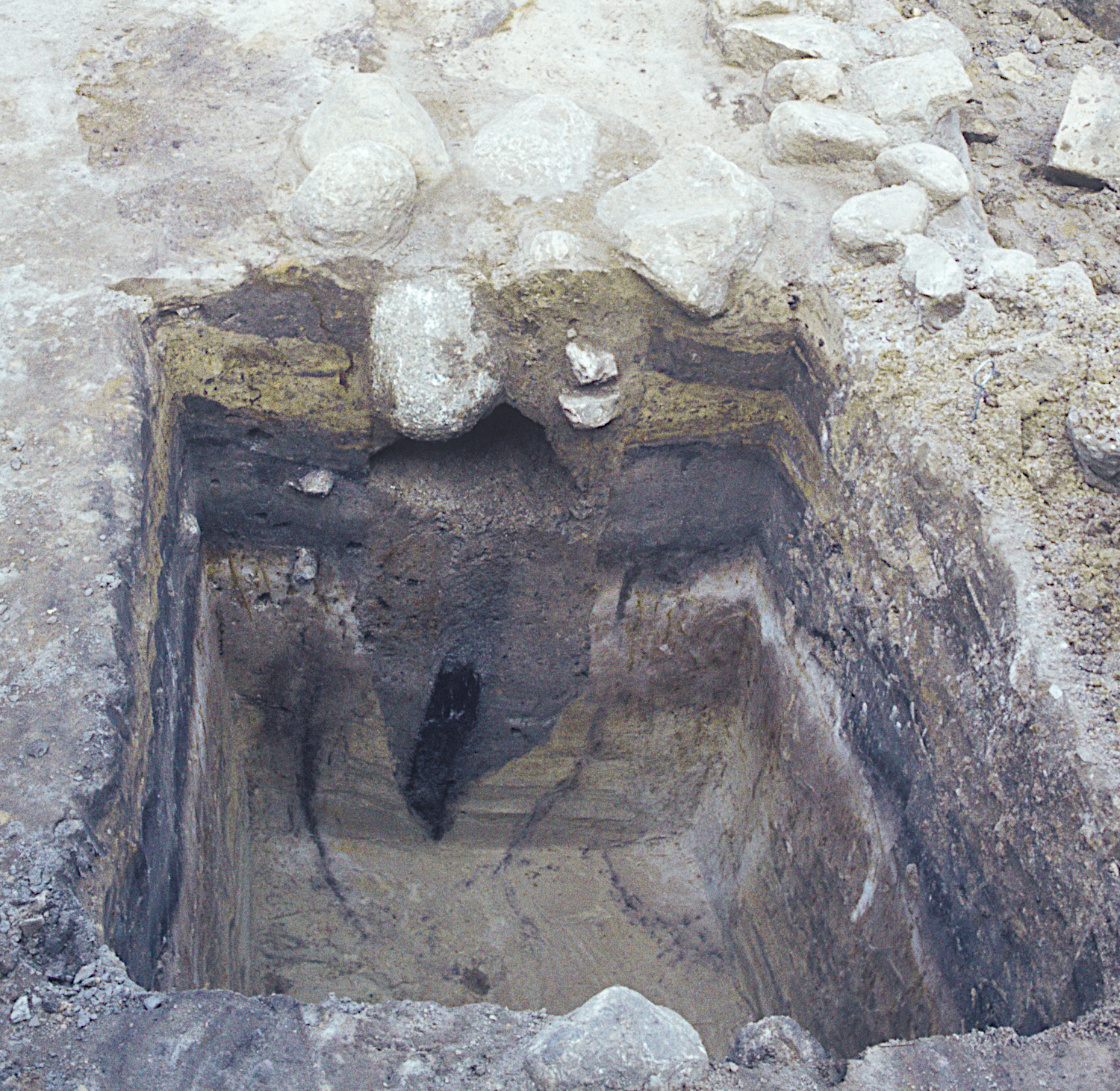
Rothenkrug 1983: steinumstellte Pfostengrube unter der Feldsteinmauer, weitere Steine in der Grubenfüllung; im Grundwasser erhaltener Rest einer 15 cm dicken und 50 cm breiten Eichenbohle (seitlich angeschnitten).

Die Feldsteinmauer im Hauptwallzug besteht aus einer in Lehm gesetzten Feldsteinmauer und einem dahinterliegenden, etwa 17 Meter breiten und 3,5 Meter hohem Erdwall. Die Mauer ist an der Basis 2,8 Meter breit und war ursprünglich etwa drei Meter hoch. Vor ihr lag eine 3–4 Meter breite Berme, die in einen Wehrgraben von fünf Meter Breite und bis zwei Meter Tiefe überging. Für die Mauer wurden bis zu 20 Millionen Feldsteine als Baumaterial verwendet, die von den Jungmoränenflächen abgesammelt und zu den Standorten in der Geest transportiert wurden. Der Holzverbrauch war enorm; alle 1,8 Meter ragten dicke Eichenbohlen durch die Mauer hindurch bis an deren Oberfläche, wo vermutlich waagerechte Planken angebracht waren.
- Datierung I: Im Jahr 1983 wurde die Umgehungsstraße für Klein Dannewerk erbaut. Im Durchgangsbereichs des Danewerks war deshalb eine Ausgrabung des Archäologischen Landesamtes Schleswig-Holstein notwendig geworden. Willi Kramer konnte dabei die Mauer erstmals nach 1936 darstellen. Im Innern der Mauer stellte er in regelmäßigem Abständen angelegte, röhrenförmige Aussparungen im Mauergefüge fest. An der Mauerbasis zeigten sich in der Verlängerung der röhrenförmigen Formationen ungewöhnlich große Pfostengruben. Sie reichten noch 1,1 Meter in die Tiefe. An deren Sohle und im Grundwasser waren Eichenbohlen erhalten. Sie ragten ursprünglich durch die Aussparungen durch die Mauer und ließen an deren Oberfläche eine Palisadenwand errichten. Kramer erkannte die Bohlen somit als konstruktiv zur Mauer gehörig. Vier Blockbohlen, die von 220 bis 250 Jahre alten Bäumen stammten, erbrachten eine Datierung um 740. Bis dahin hatte die Feldsteinmauer als ein Bauwerk des 12. Jahrhunderts gegolten.[2]

- Datierung II: Astrid Tummuscheit und Frauke Witte publizierten 2019 einen jüngeren Ansatz.[24] Sie argumentierten wie schon Helmut Andersen, dass die von Kramer zur Datierung herangezogenen Pfostengruben ursprünglich einem postulierten Palisadenwall zugehörig waren. Sie verwiesen auf den Norderwall und den Osterwall, die ebenso massive Pfostengruben aufweisen, wobei für den Osterwall keine Altersdaten vorliegen; er wird über das Merkmal der großen Pfostengruben dem Alter des Nordwalles zugerechnet. In einer unterschiedlichen Legungsweise der Steine erkannten Tummuscheit und Witte ein um einige Jahrzehnte jüngeres Alter der Feldsteinmauer. Die untere Lage unterschiede sich in der Größe der Steine von den darüberliegenden Lagen. Unten sei zudem grauer und darüber gelber Lehm verbaut worden. Sie sahen somit eine dreifache Nutzung der aus den Pfostengruben herausragenden Eichenbohlen: Zunächst um 740 für einen Palisadenwall, der dem 250 bis 400 Jahre (nach Tummuscheit und Witte) alten Sodenwall vorgesetzt wurde. Es folgte eine Neukonstruktion, für welche die Front des Sodenwalles abgebaut wurde, um Platz für eine basale Steinlage zu schaffen. Über den weiteren Aufbau geben Tummuscheit und Witte keine Angaben. Diese Neukonstruktion wich schließlich der Feldsteinmauer, deren Steine auf der ersten Steinlage des Vorgängers aufgebaut wurden. Tummuscheit hielt es für „denkbar und als wahrscheinlich anzusehen“, dass die Feldsteinmauer mit dem in den fränkischen Reichsannalen für das Jahr 808 erwähnten Danewerkbau des Königs Godofredus identisch ist.[25] Demnach wäre der Mauerwall fast 70 Jahre nach der Setzung der Pfosten entstanden.

Das Merkmal der Steinumstellung der Gruben unterscheidet die Feldsteinmauergruben von jenen des Norder- und des Osterwalles. Bei der Ausgrabung von 1983 fanden sich auch in den Pfostengruben Steine, die beim Anlegen der Gruben hineingeraten sind. Eine unterschiedliche Legungsweise der Steine war auch im Mauerprofil von 1983 zu sehen: Die untere Lage ist durchgehend mit großen Steinen ausgelegt. Darüber folgen Schichten kleinerer Steine. Dazwischen gibt es keine Trennschicht, die durch eine Zweiphasigkeit zwangsweise entstehen würde. Der hier verwendete Lehm war durchgehend vom gelben Typ.

#### Phase V: Wikingerzeitliche Wälle
Die wikingerzeitlichen Anlagen des Danewerks sind in einem eigenen Abschnitt behandelt.

#### Phase VI: Waldemarsmauer

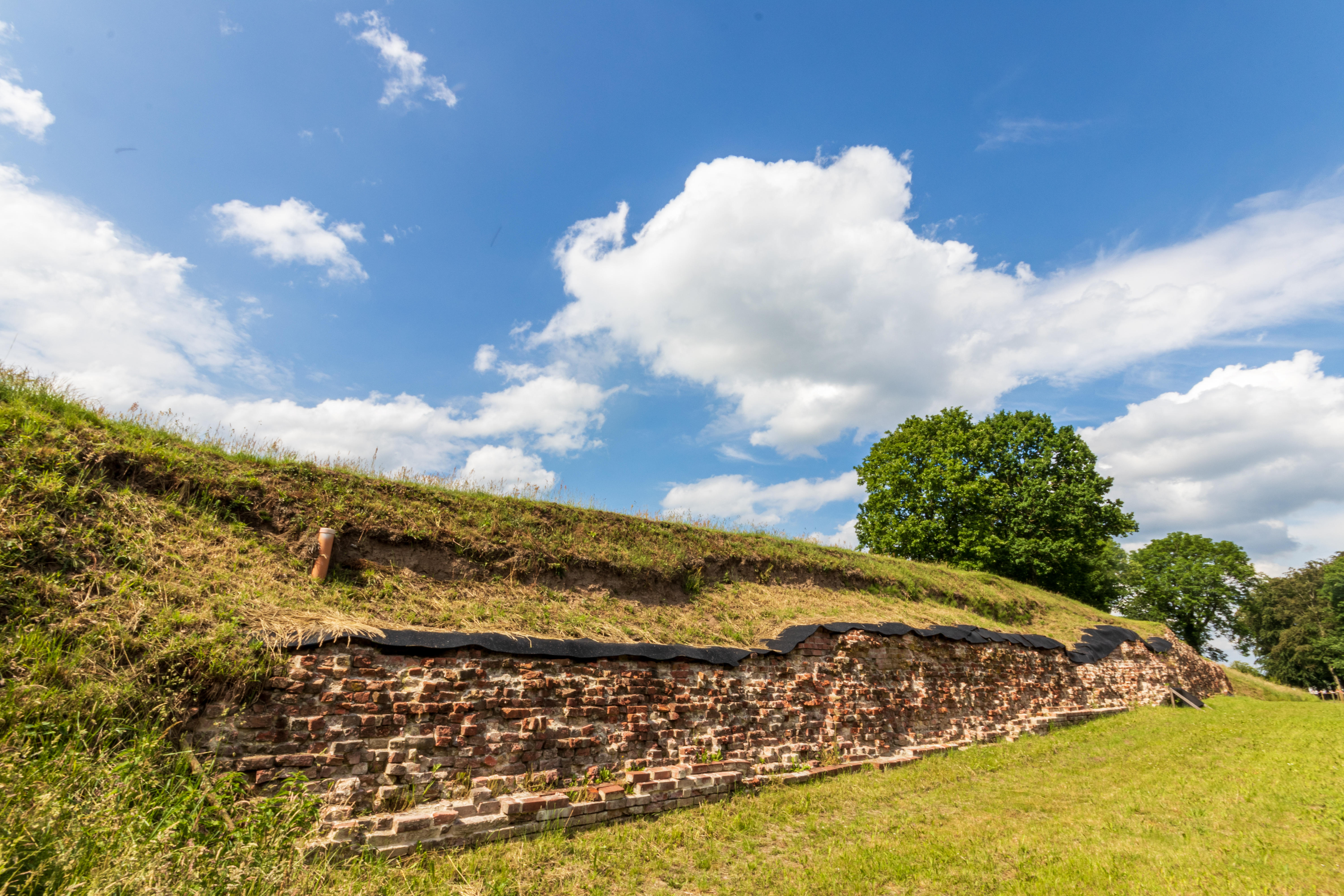
Die freigelegte Waldemarsmauer im Archäologischen Park des Danevirke Museums

Der dänische König Waldemar I. der Große veranlasste bald nach 1163 den Bau einer massiven Ziegelmauer am Hauptwall. Die Waldemarsmauer war die letzte große Ausbaustufe des Hauptwalls. An ihrem östlichen Ende setzt sie gemäß den Archäologinnen Astrid Tummuscheit und Frauke Witte 10 Meter nach Westen hin am von ihnen identifizierten Torweg an („about 10 m to the west of the newly found gateway“). Nach den einzigen bisher veröffentlichten Befunden, die in einem Koordinatengitter abgebildet sind, beträgt der Abstand 25 Meter. Im Westen reicht sie über 3.600 Meter bis zum Beginn des Krummwalls. Ursprünglich war die Mauer zwischen vier und fünf Meter hoch. An ihrer Basis ist sie 1,8 Meter breit, nach oben hin verjüngt sie sich. Der hinter ihr befindliche Erdwall war aufgehöht worden. Der Graben ist als Sohlgraben ausgebildet mit einer Tiefe von 2,5 Metern und einer Breite von 18 Metern. Als Besonderheit lag vor dem Graben ein flacher Vorwall.
Das Wall- und mauerwerk steht in einer Reihe mit Burgen, die Waldemar I. an strategischen Punkten seines Reiches hat errichten lassen: Sprogø, Vordingborg, Tårnborg Borgbanke bei Korsør, Nyborg, Ørkildborg bei Svendborg sowie Absalons Burg in Kopenhagen. Die Waldemarsmauer sollte die südliche Landgrenze des dänischen Reiches sichern.
Die Waldemarsmauer ist nicht nur der älteste, sondern auch der größte weltliche Ziegelbau im nördlichen Europa. Sie ist heute eine Ruine, die größtenteils unter der Erde des Hauptwalls verschwunden ist. Nur ein 80 Meter langer Abschnitt wurde freigelegt. Dieses sichtbare Stück der Waldemarsmauer ist eine der Attraktionen im Archäologischen Park des Danevirke Museums.

### Krummwall

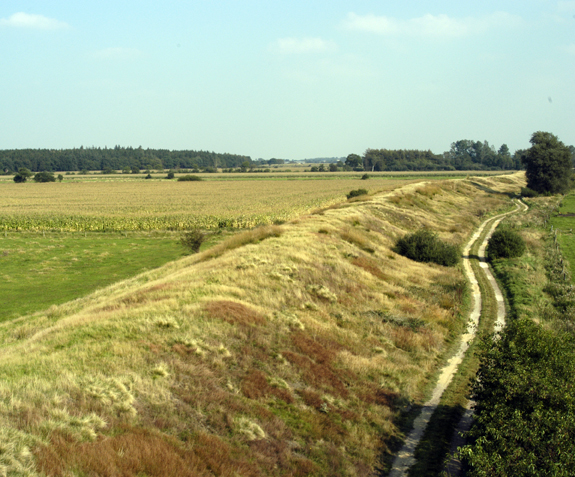
Der Krummwall westlich von Schanze XXI

Der 7,5 Kilometer lange Krummwall entstand um 700 als westliche Verlängerung des Hauptwalls bis nach Hollingstedt an der Treene. Ebenso wie der Sodenwall war er um 18 Meter breit und hatte keinen Graben. Er wurde entlang der sumpfigen Niederungen an der Rheider Au gebaut, woraus sich sein krummer Verlauf ergab. Der Krummwall wurde als Sodenwall gebaut, entsprechend der Bauphase III des Hauptwalls. Hauptwall und Krumwall bildeten zusammen den ersten großen Wallbau des Danewerks. Der Krummwall ist über eine Strecke von 800 Metern hervorragend erhalten.
- Datierung: Holz- und Reisigfunde aus den Unterbauten von Wallprofilen dicht westlich wie auch dicht östlich von Schanze XIX erbrachten C14-Daten, die das Alter des Befundes auf die Zeit um 700 n. Chr. festlegen ließen.[32] Dem entsprachen auch frühere Datierungen: Von der zweiten Krummwallgrabung Haseloffs und Jankuhns von 1933 waren Holzproben der Substruktion erhalten geblieben, die Henrik Tauber (Radiologisches Labor Kopenhagen ) 40 Jahre später auf den Zeitraum 650 – 700 n. Chr. hatte datieren können.[33] Eine weitere Datierung liegt aus einem Profilschnitt Willi Kramers des Jahres 2007 bei Hollingstedt–Schmalenburg vor. Eine C14 Probe aus einem der Hölzer des Unterbaus (KIA34447) ergab eine Datierung in den Zeitrahmen 688–723 n. Chr. (bei Wahrscheinlichkeit 37,6 %) bzw. 672–777 n. Chr. (bei Wahrscheinlichkeit 95,4 %).[34]

### Ausbau um 737
In dieser Ausbauphase wurde das Danewerk in kurzer Zeit stark erweitert. Der Hauptwall wurde erheblich verstärkt (Palisadenwall (?), Feldsteinmauer (?)), im Norden und im Osten neue Palisadenwälle geschaffen. Mit dem Schlei-Seesperrwerk kam außerdem eine maritime Komponente hinzu.

#### Kastenbauwerk im ehemaligen Dannewerker See

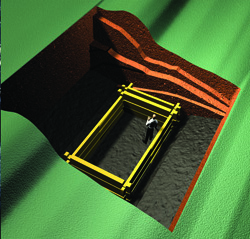
3D-Visualisierung des Kastenbauwerks bei der Thyraburg: Willi Kramer

Bei der Thyraburg wurde ein Kastenbauwerk gefunden, das für die Datierung der Danewerkbauten bedeutsam wurde. Wo der Hauptwallzug den ehemaligen Dannewerker See durchquert, waren 1929 große Holzbalken beobachtet worden (Lage). Der dänische Danewerkforscher Henning Hellmuth Andersen, von Kurt Schietzel informiert, folgte diesem Hinweis im Jahr 1972. Er und Hans Jørgen Madsen vom Museum Moesgård (Aarhus) fanden im Süden eines größeren Schichtpaketes ein 6 × 4 Meter großes Kastenbauwerk aus Eichenbalken, das im feuchten Sediment sehr gut erhalten geblieben war. Die Datierung durch die damals gerade von Schietzel und Dieter Eckstein neu eingeführte Dendrochronologie (Analyse der Jahresringe) ergab das völlig unerwartete Datum 737; bis dahin galt die Erwähnung in den Fränkischen Reichsannalen vom Jahre 808 als ältestes Danewerkdatum. Bei der Ausgrabung Willi Kramers bei Rothenkrug vom Jahre 1983 stellte sich heraus, dass es sich um eine Fortsetzung der Feldsteinmauer in einem nicht tragfähigen Gelände handelt. Das 1972 entnommene Bauwerk ist im Museum Moesgård in Højbjerg bei Aarhus ausgestellt.
Nördlich des Kastenbauwerks wurde eine Holzpackung festgestellt, deren Datierung ebenfalls jahrgenau gelang: Sie stammt aus dem Jahre 730.
Über dem Kastenbauwerk lagen Reste eines Werkes, das in der Mitte des 10. Jahrhunderts erstellt wurde. Drei Hölzer ergaben Daten von „um oder nach“ 940, 946 und 948, eine weitere Probe sichert die Datierung mit der Angabe „um 940 +14/–6 Jahre“.

#### Nordwall
Der ursprünglich 1,6 Kilometer lange Nordwall war ein 14 bis 15 Meter breiter Wall mit einer sehr starken Frontbefestigung. Diese bestand auf den höheren Moränenstrecken aus starken Holzpfosten, von denen aber nur die bis 1,5 Meter tiefen Pfostengruben erhalten blieben. Im feuchten Niederungsbereich beim Pulverholzbach war die Front aus einem massiven Rahmenwerk aus Eichenhölzern gebildet. Eine der ehemaligen Frontplanken war 5,5 Meter lang und 0,4 Meter breit. Vor dem Wall lag eine drei Meter breite Berme, gefolgt von einem fünf Meter breiten und drei Meter tiefen Wehrgraben.
Der Nordwall wurde erstmals um 1720 von Ulrich Petersen beschrieben, die erste Kartierung findet man auf der Pontoppidankarte von 1757. Carl von Kindt nannte ihn 1842 „Alter Wall“. Ausgrabungen fanden in den Jahren 1933 sowie 1971 und 1973 statt. Aus den Holzfunden stammen zwei jahrgenaue dendrochronologische Datierungen: Der Nordwall wurde im Jahr 737 errichtet. Er ist heute nur noch über eine Strecke von 700 Metern erhalten. Der alte Wallkörper ist stark verschleift. Auf seiner Kuppe verläuft eine verwucherte, erodierende Wallhecke.

#### Osterwall

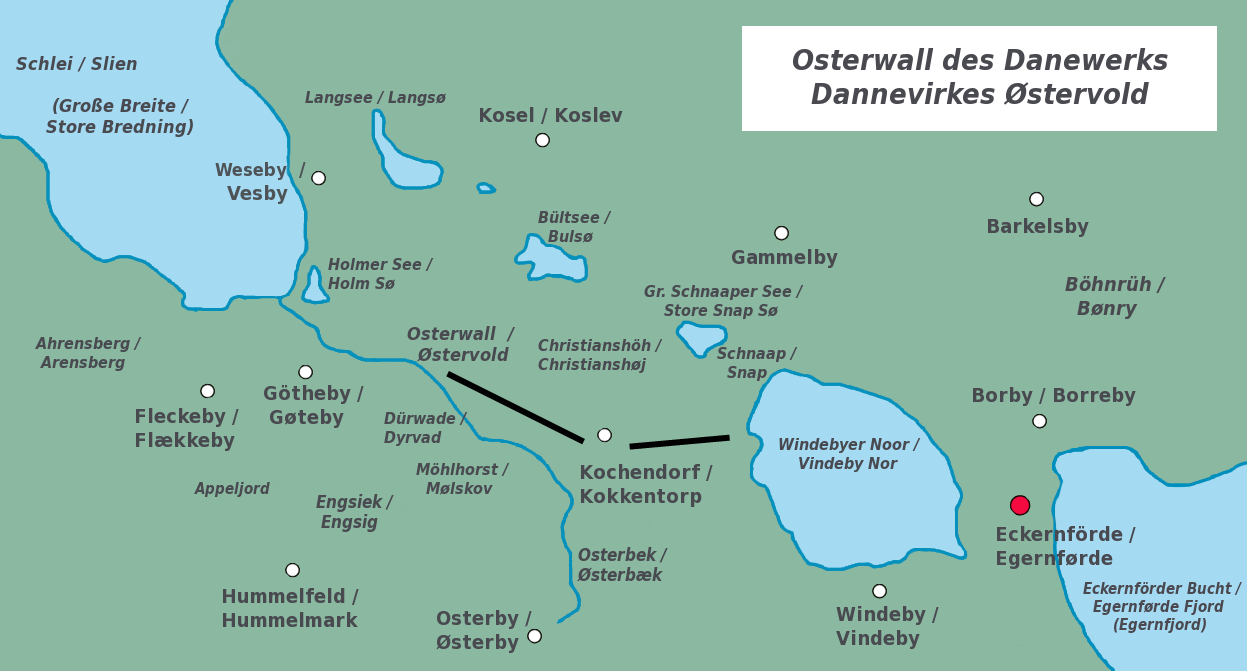
Verlauf des östlich gelegenen Osterwalls

Der 3,4 km lange Osterwall (dänisch: Østervold) ist über 60 Prozent der Strecke erhalten, wenngleich durch Erosion und Abtrag mehr oder weniger beschädigt. Der Wall verbindet die Niederung der Osterbek mit dem Windebyer Noor und sperrt damit eine Passage zwischen der Großen Breite der Schlei und der ehemaligen Ostseebucht Windebyer Noor. Er ließ so den Zugang zur Halbinsel Schwansen kontrollieren.
Die Datierung lehnt sich an gemeinsame Merkmale mit Nordwall und der Feldsteinmauer: Zu allen drei Wällen gehören auffallend große und tiefe Pfostengruben; es wird deshalb angenommen, dass das Wallwerk zur Bauphase von 737 gehört.

#### Schlei-Seesperrwerk

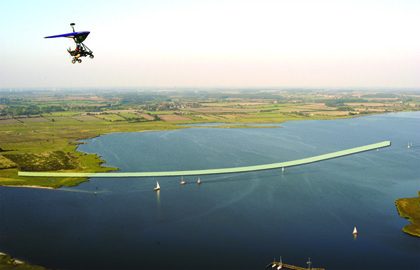
Luftaufnahme mit Markierung des Sperrwerk-Verlaufs

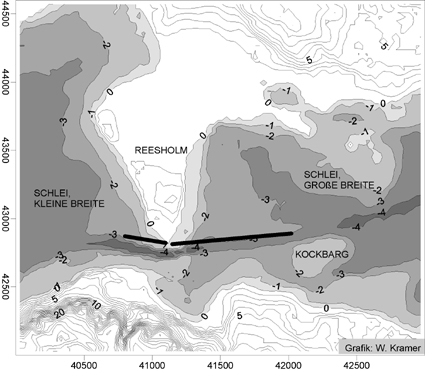
Hydrografische Karte des Gebiets

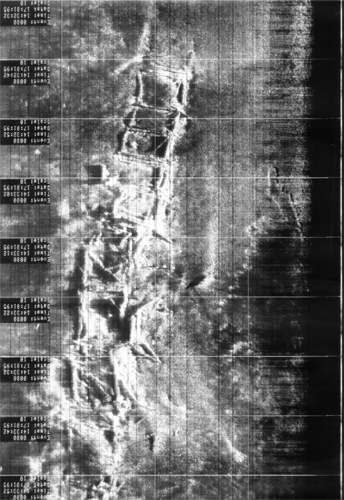
Reste der in Ost-West-Richtung aneinandergefügten Blockbauwerke des Seesperrwerks (Sicht von oben, Seitensichtsonar-Aufnahme 1994)

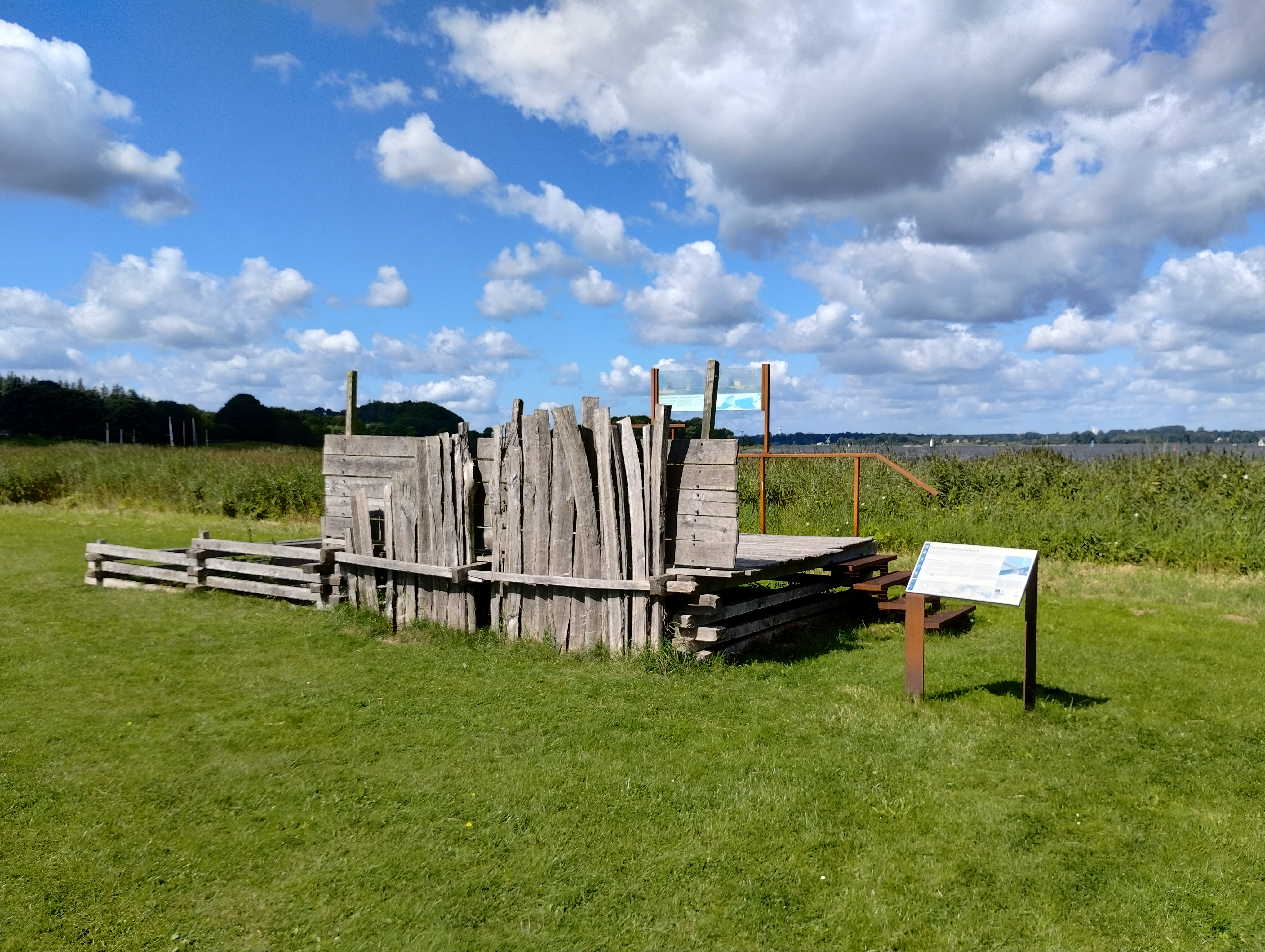
Rekonstruktion eines Teils des Schlei-Sperrwerks bei Stexwig (dän. Stegsvig)

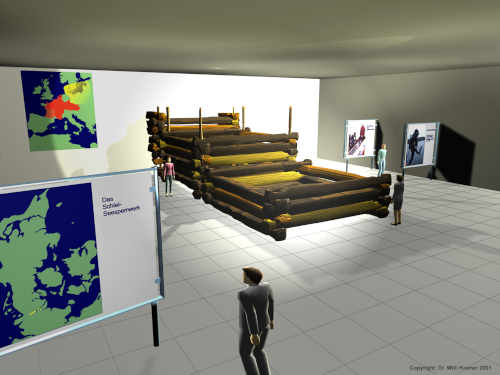
Darstellung eines Segments des Seesperrwerks in einem virtuellen Museum. Kramer 2005

Im Jahre 1925 schuf der Bagger Thor eine Fahrrinne in der Großen Breite der Schlei, die nach Westen hin den südlichen Teil der Halbinsel Reesholm durchschnitt. Dabei kamen große Mengen bearbeiteter Holzstämme und -planken zum Vorschein. Ein Verlauf in Ost-West-Richtung war erkannt worden; die Funktion und das Alter der Konstruktion konnten damals nicht bestimmt werden.
Auf der Spur der Funde von 1925 führte der Archäologe Willi Kramer vom Archäologischen Landesamt Schleswig-Holstein erste Untersuchungen durch. Er wurde von Tauchern der Eckernförder Minentaucherkompanie unterstützt, wobei das Bundesministerium der Verteidigung Amtshilfe leistete. Holzproben ergaben eine Datierung in die Zeit um 740. Im selben Zeitraum waren die Wälle des Danewerks massiv ausgebaut worden. Die Datierung sprach für einen Zusammenhang mit dem Danewerk. In der Folge untersuchte Kramer die Fundstelle im Rahmen eines vom Bundesministerium für Bildung und Forschung geförderten Forschungsprojekts (1993–2002). Dabei entwickelte die Forschungsgruppe Hydroakustik an der Universität Rostock ein parametrisches Multibeam-Sedimentsonar mit 48 Schallstrahlen. Mit dem SES 2000 entstand die Grundlage einer Produktfamilie, die von der Warnemünder Firma Innomar hergestellt und zur Seebodenuntersuchung weltweit vertrieben wird. Für die genaue Ortung auf dem Wasser sorgte die Zusammenarbeit mit Abteilung Hydrographie an der Fachhochschule Hamburg. Zu jener Zeit war die hochgenaue GPS-Ortung noch mit erheblichem Aufwand verbunden.
Das Seesperrwerk in der Schlei wurde um 740 sehr wahrscheinlich zeitgleich mit der Feldsteinmauer des Danewerks erbaut, die ähnliche Merkmale hinsichtlich des enormen Holzverbrauchs aufweist. Es ist west-östlich ausgerichtet und etwa 1200 Meter lang, wobei die Enden nicht sicher erkannt werden konnten. Es reicht von einer Stelle 120 Meter westlich der Schlei-Halbinsel Reesholm bis zum Kockbarg, einer Erhebung im Seeboden östlich der Halbinsel Reesholm. Die Wassertiefe beträgt um 2,7 Meter, im Bereich des Kockbargs 1,5 bis 1,8 Meter.
Das Sperrwerk ist aus Segmenten von Blockbauwerken zusammengesetzt. Jedes Blockbauwerk ist von quadratischer Form bei Seitenlängen von 4,8 Metern. Die verwendeten Holzbohlen sind zumeist aus Erlenstämmen roh zugearbeitet. An den Enden sind große Ösen eingeschlagen, die für eine Verriegelung genutzt wurden. 1,8 Meter lange und bis 0,5 Meter breite, flache Eichenbohlen, die vor allem vor der Front gefunden wurden, stammen vermutlich von einer ehemaligen begehbaren Oberfläche.
Die Blockwerksreihen reichen bis einen Meter in den Seeboden aus Weichsedimenten hinein. Im Bereich dicht östlich der Halbinsel ragen die Hölzer weiter aus dem Seeboden heraus, da hier die Strömung durch die nahe Fahrrinne verstärkt ist und Erosion verursacht.
Die Funktion des Schlei-Seesperrwerkes lässt sich erkennen, wenn man sich die ehemalige Landschaft vor Augen führt. Die Wassertiefe war zur Zeit der Erbauung etwa einen Meter geringer. Die Halbinsel Reesholm reichte weit in die Stexwiger Bucht hinein. Die heutige Untiefe „Kockbarg“ war eine Insel (ihre nördliche Spitze wurde 1925 abgebaggert). Das Seesperrwerk zwang einen Angreifer, die enge Durchfahrt südlich der Kockbarg-Insel zu nutzen. Ein zweites Mal musste er sich südlich der Reesholm-Spitze den Geschossen der Verteidiger aussetzen. Auf diese Weise war das Fahrwasser kontrolliert, ohne dass man einen Brückenkopf auf dem südlichen Ufer hatte bilden müssen. Das Bauwerk sollte zugleich eine Furt sperren, die eine Querung der Schlei bei Stexwig ermöglichte.

### Wikingerzeitliche Wälle
Im 10. Jahrhundert kamen drei neue Wallanlagen dazu: Der Handelsort Haithabu (Hedeby) wurde mit einem hohen Halbkreiswall umgeben. Anschließend wurde zwischen dem Hauptwall und Haithabu ein Verbindungswall errichtet. Im Süden wurde außerdem der Kograben als eine Vorsperre angelegt.

#### Halbkreiswall

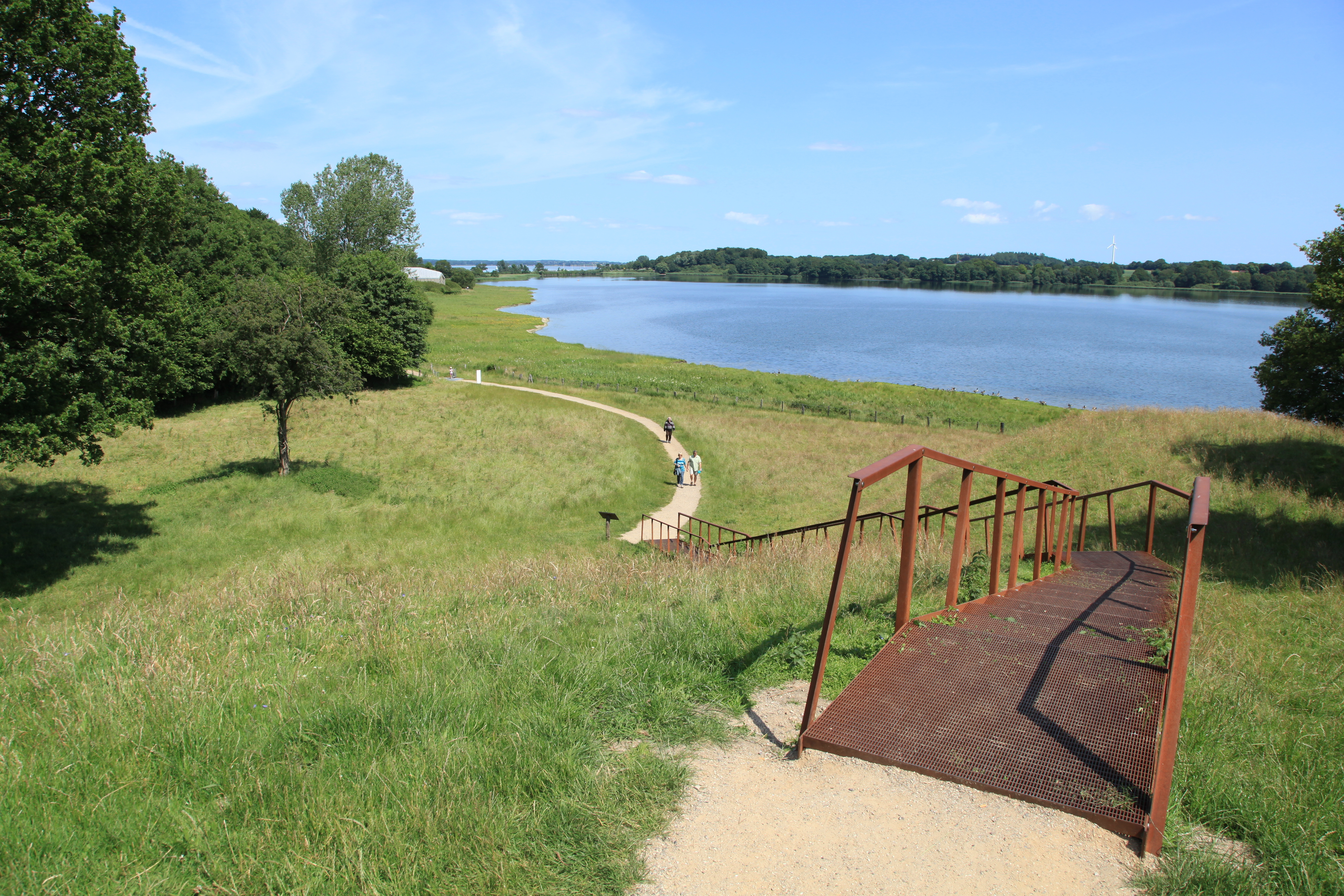
Nördliches Ende des Halbkreiswalls mit Treppe. Blick Richtung Nordosten auf das Haddebyer Noor.

Wann der Halbkreiswall rings um Haithabu erbaut wurde, ist nicht genau bekannt. Je nach Quelle wird angegeben: „nach 930“, „Mitte des 10. Jahrhunderts“, „ab 950“ oder „zweite Hälfte des 10. Jahrhunderts“. Wegen der Unklarheit, in welchem Jahr der Bau begann und in welchem Jahr der dänische König Gorm starb, kommen sowohl Gorm als auch sein Sohn und Nachfolger Harald Blauzahn als Auftraggeber in Frage.
Der Halbkreiswall ist rund 1300 Meter lang und erreicht heute im Süden eine Höhe von mehr als zehn Metern. Es war ein Sodenwall mit einem Graben an der Front. Er wurde in mehreren Stufen ausgebaut. In der ersten Phase war er vier Meter breit und nur zwei Meter hoch. In der letzten Phase war er rund sieben Meter hoch, der Graben war dann sechs Meter breit und mindestens zwei Meter tief. Es gab jeweils ein Tor im Norden und im Süden. Im Südwesten waren einst zusätzliche Befestigungen im Außenbereich vorhanden. Zusätzlich zum Graben an der Wallfront gab es im Abstand von etwa 70 Metern und 130 Metern weitere Gräben sowie noch weiter entfernt einen Vorwall. Während der Schleswig-Holsteinischen Erhebung wurde der Halbkreiswall 1848 von dänischen Pionieren stark überbaut und erweitert.
Ob der Halbkreiswall dem Danewerk zugerechnet wird, ist eine Frage der Betrachtungsweise und des Kontextes. Der Halbkreiswall diente in erster Linie dem Schutz der Stadt Haithabu. Entsprechend wurde er im Welterbe-Antrag für Haithabu und das Danewerk thematisch nicht dem Danewerk, sondern dem Ort Haithabu zugeordnet; so auch bei KuLaDig. Andererseits bildete der Halbkreiswall mit dem Verbindungswall eine bauliche und funktionelle Einheit. Ohne den Halbkreiswall hätte das Danewerk ausgerechnet bei Haithabu, das seinerzeit die wichtigste Stadt im dänischen Königreich war, eine etwa 500 Meter breite Lücke gehabt. Der Danewerkforscher H. Hellmuth Andersen rechnet den Halbkreiswall zum Danewerk, ebenso das Danevirke Museum.

#### Verbindungswall

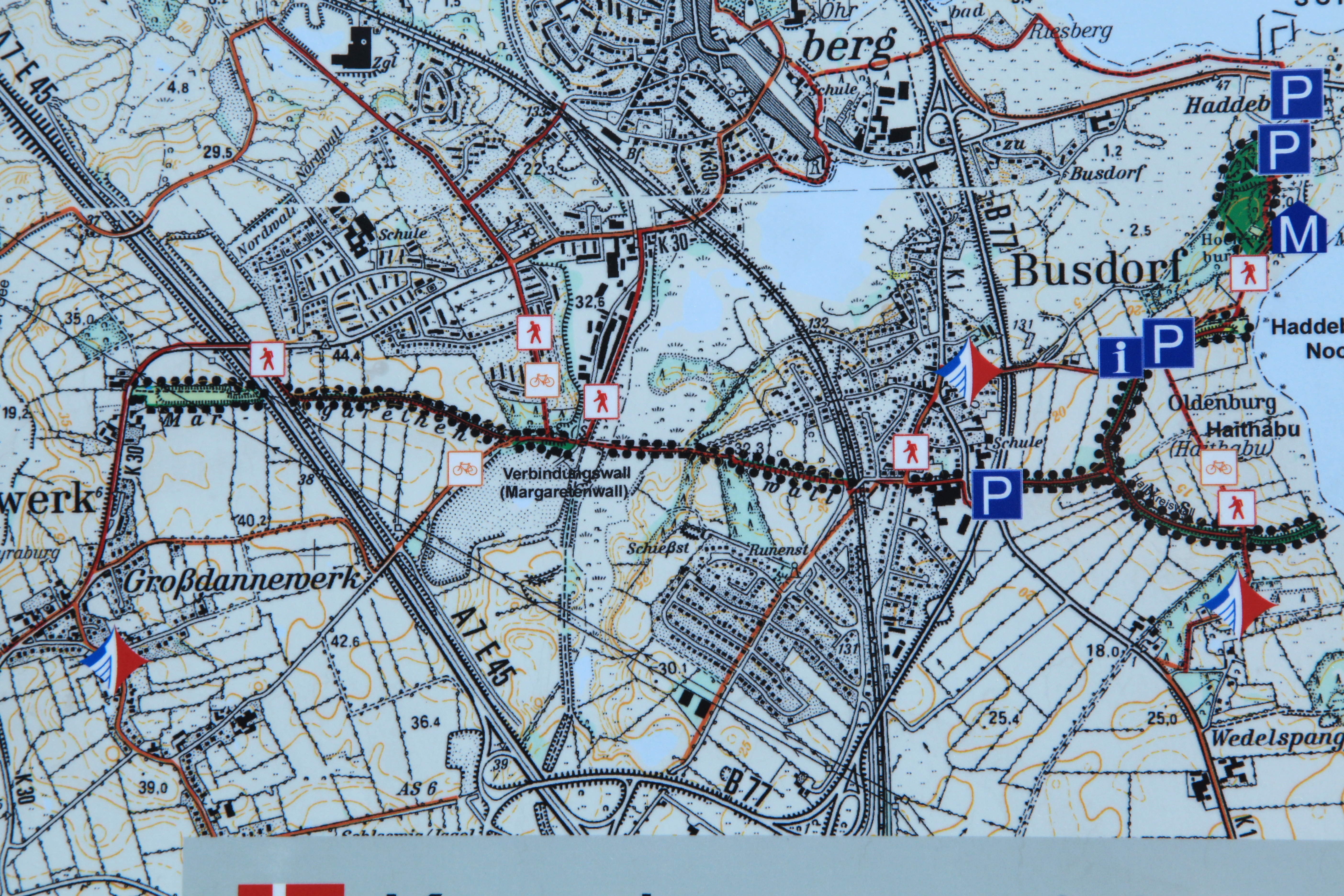
Lage des Verbindungswalls zwischen Dannewerk und dem Halbkreiswall, der Haithabu umgab

Der 3,3 Kilometer lange, annähernd geradlinige Verbindungswall wurde nach Holzdatierungen 964/65 bzw. 968 zur Regierungszeit Harald Blauzahns errichtet, um die Siedlung Haithabu an das Danewerk anzuschließen. Er beginnt im Westen am ehemaligen Dannewerker See als 800 Meter langer Doppelwall, der bis zur Autobahn reicht. Dem Doppelwall im Norden vorgelagert, zwischen Doppelwall und Nordwall, befinden sich die Reste des 500 Meter langen Bogenwalls, die heute obertägig kaum noch erkennbar sind. Östlich der Autobahn durchquert der Verbindungswall die Busdorfer Schlucht (hier wird er auch „Reesendamm“ genannt) sowie den Ort Busdorf. An seinem östlichen Ende setzt er am Halbkreiswall von Haithabu an.
Der Verbindungswall wird volkstümlich „Margarethenwall“ genannt (auch Margaretenwall geschrieben). Es ist nicht klar, welche Margarethe die Namensgeberin ist. Laut dem Archäologischen Landesamt Schleswig-Holstein könnte es sich um die Herrscherin Margarethe I. († 1412) oder die Regentin Margarete Sambiria († 1282) handeln.

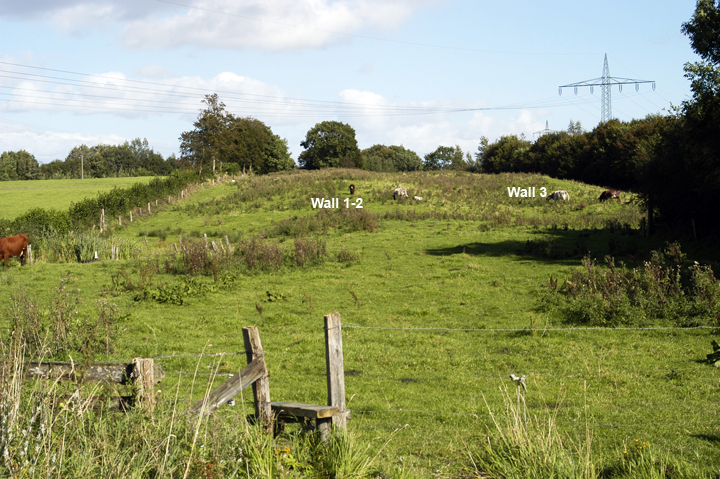
Der Doppelwall, Blick nach Osten

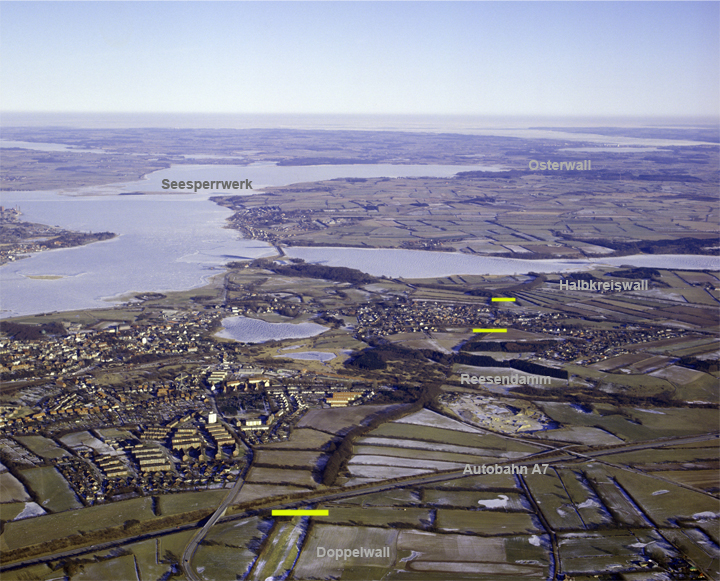
Luftaufnahme 1986: Blick nach Osten über den Verbindungswall. Die im Text genannten Ausgrabungsstellen sind gelb markiert.

H. Hellmuth Andersen und Hans Jørgen Madsen erforschten den Doppelwall 1970/71 und 1973 im Vorfeld des Autobahnbaus. Der nördliche der beiden Wälle besteht aus Lehm und Sand, an der Oberfläche und an der Front wurden Heidesoden verwendet. Die Forscher erkannten beim nördlichen Wall zwei Bauphasen. Der erste Wall war 13 Meter breit und mindestens zwei Meter hoch, der zweite Wall war 18 Meter breit bei unbekannter Höhe. Der südliche Wall (Wall 3) war elf Meter breit und bis zwei Meter Höhe erhalten; Andersen fasste ihn als Vorwall auf. Am nördlichen Wall fanden Kurt Schietzel und Dieter Karrasch während des Autobahnbaus 1975 einen hölzernen Unterbau in einem Bereich, der zur älteren Bauphase gehört. Eine Holzprobe konnte jahrgenau auf das Jahr 968 bestimmt werden.
Andersen führte im Jahr 1990 eine Ausgrabung bei Busdorf dicht westlich der Bahnlinie durch. Der Wall war hier zur Hälfte verschleift, die Front 1850 durch dänische Pioniere herausgeschnitten worden, doch ließen sich die Breiten messen. Die ehemaligen Höhenmaße schätzte Andersen anhand älterer Messungen. Er stellte einen Wallaufbau in drei Phasen fest. Der erste Wall war etwa 13 Meter breit und um vier Meter hoch. In der zweiten Phase war der Wall 17 Meter breit und fünf Meter hoch. In der dritten Phase war er 20 Meter breit und bis zu 6,5 Meter hoch. In dieser Phase kam im Abstand von sechs bis sieben Metern ein V-förmiger Wehrgraben hinzu, der bis zu zwei Meter tief und 5,5 Meter breit war.
Am Ostende des Verbindungswalles führte Andersen 1992 eine Untersuchung dicht beim Halbkreiswall durch. Aus einer rückwärtigen Deckschicht des Walles entnahm er aus der Heidesodenabdeckung drei Holzproben (Astwerk), deren Radiokarbondatierung ein Baudatum zwischen 920 und 970 erschließen ließ. Die heutige kurze Lücke zwischen Verbindungs- und Halbkreiswall zeigte sich als ursprünglich. Hier war der morastige Boden durch eine Bohlenlage gangbar gemacht worden. Eine Holzprobe erbrachte ein dendrochronologisch ermitteltes Fälldatum „Winter 964/65“ (Sigrid Wrobel, Dendrochronologisches Labor, Universität Hamburg). Die beiden Holzdatierungen aus Untersuchungen der Jahre 1975 und 1990 stellen sicher, dass der Bau des Verbindungswalls zur Zeit Harald Blauzahns erfolgt ist.

#### Kograben

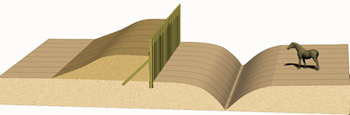
Bauweise des Kograbens (Schema)

Der 6,5 Kilometer lange sogenannte Kograben war ein Palisadenwall mit einem V-förmigen, um 2,5 Meter tiefen Graben. Er setzte am Selker Noor an und verlief schnurgerade bis zur Niederung der Rheider Au.
Wahrscheinlich ließ der dänische König Harald Blauzahn den Kograben kurz nach 983 errichten, als er ein Gebiet südlich des Danewerks erobert hatte, das zuvor unter ostfränkischer Herrschaft gestanden hatte.

### Thyraburg

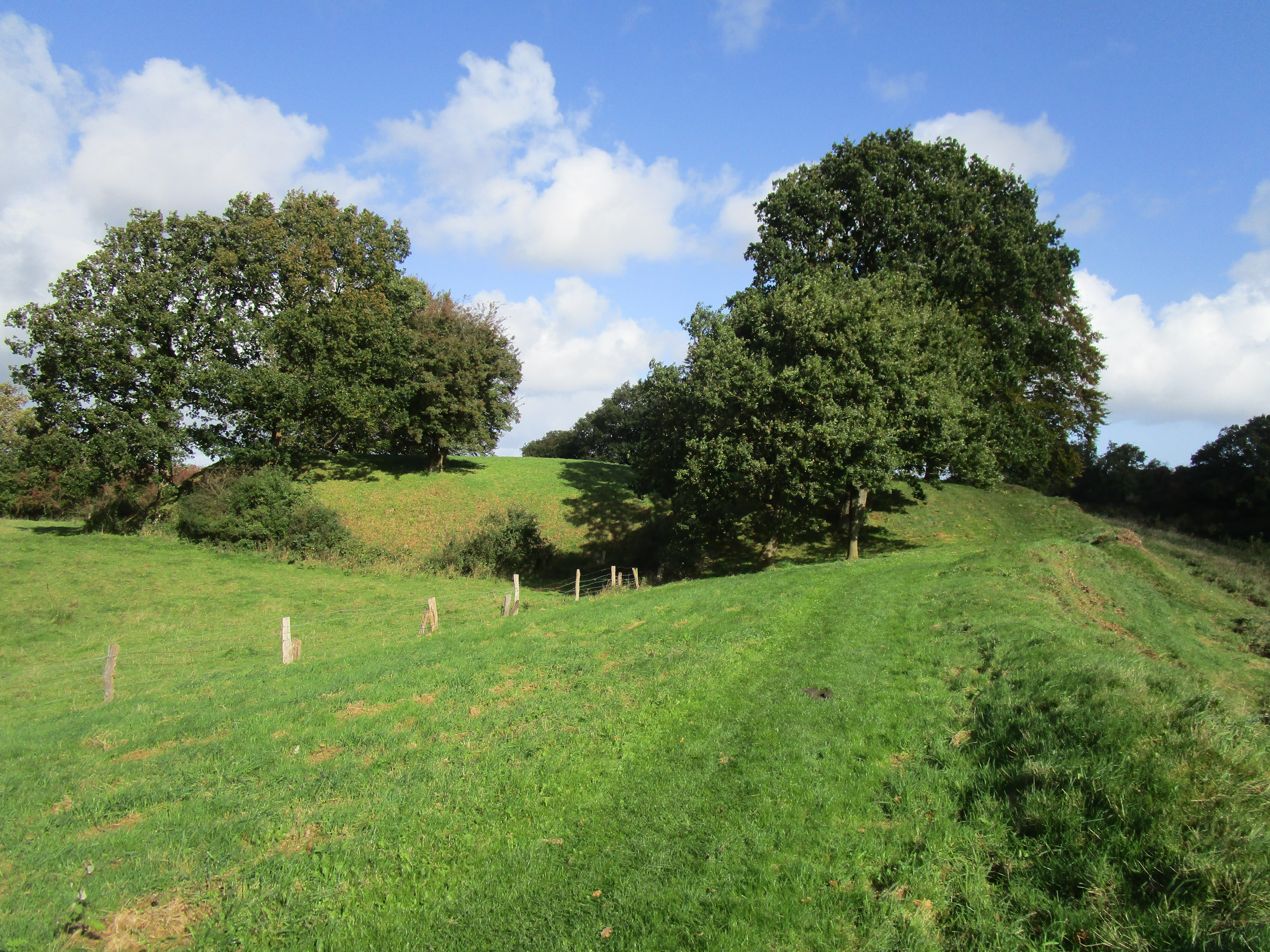
Die Thyraburg vom Hauptwall aus gesehen, rechts der Abhang am ausgetrockneten Dannewerker See

Die Thyraburg (Lage) zeigt sich als künstlich geschaffenes Plateau am ehemaligen Dannewerker See, der als See ein natürliches Hindernis bildete, heute aber nur noch eine feuchte Niederung ist. Die Thyraburg wurde am nordöstlichen Ende des Hauptwalls auf dessen Rückseite geschaffen. Einige hundert Meter nördlich, am östlichen Ufer des Dannewerker Sees, endeten der Nordwall und später auch der Verbindungswall. Das Plateau ist ungefähr rechteckig (57 × 46 Meter), südöstlich ist eine ebenfalls rechteckige Terrasse (54 × 31 Meter) vorgelagert. An den westlichen und nördlichen Seiten verlaufen flache Gräben als Reste ehemaliger Wehrgräben Das Alter der Anlage ist nicht bekannt. Auf der Oberfläche wurde Keramik aus dem Hochmittelalter gefunden.

### Tore am Danewerk

#### Darstellung in historischen Quellen
Historische Quellen aus dem Mittelalter erwähnen teils nur ein Tor, teils mehrere Tore. Laut den Fränkischen Reichsannalen von 808 hatte das Danewerk ein einziges Tor („una tantum porta“) als Durchlass für Wagen und Reiter. Der Bericht in den Fränkischen Reichsannalen ist bezüglich des Danewerks jedoch historisch falsch (siehe unten).
Thietmar von Merseburg erwähnte in seiner Chronik (1018) ein Tor namentlich. Als Kaiser Otto II. die Dänen am Danewerk angriff, habe er dort „das Tor, das Wieglesdor genannt wird“, gesehen. In der um 1230 verfassten Heimskringla-Saga des Snorri Sturluson ist bei der Beschreibung desselben Ereignisses von mehreren Walltoren (altisländisch: borgarliðum, zu hlið = „Tor“) die Rede.
Der dänische Chronist Saxo Grammaticus († nach 1216) sprach von „Toren“ in der Mehrzahl, als er berichtete, wie Magnus Nilsson sich im Jahr 1131 auf eine Schlacht vorbereitete: „Magnus […] bemühte sich um die Befestigung des Walles und sorgte für eine starke Wache an den Toren.“

#### Ausgrabungen 2010/2011 und 2013/2014

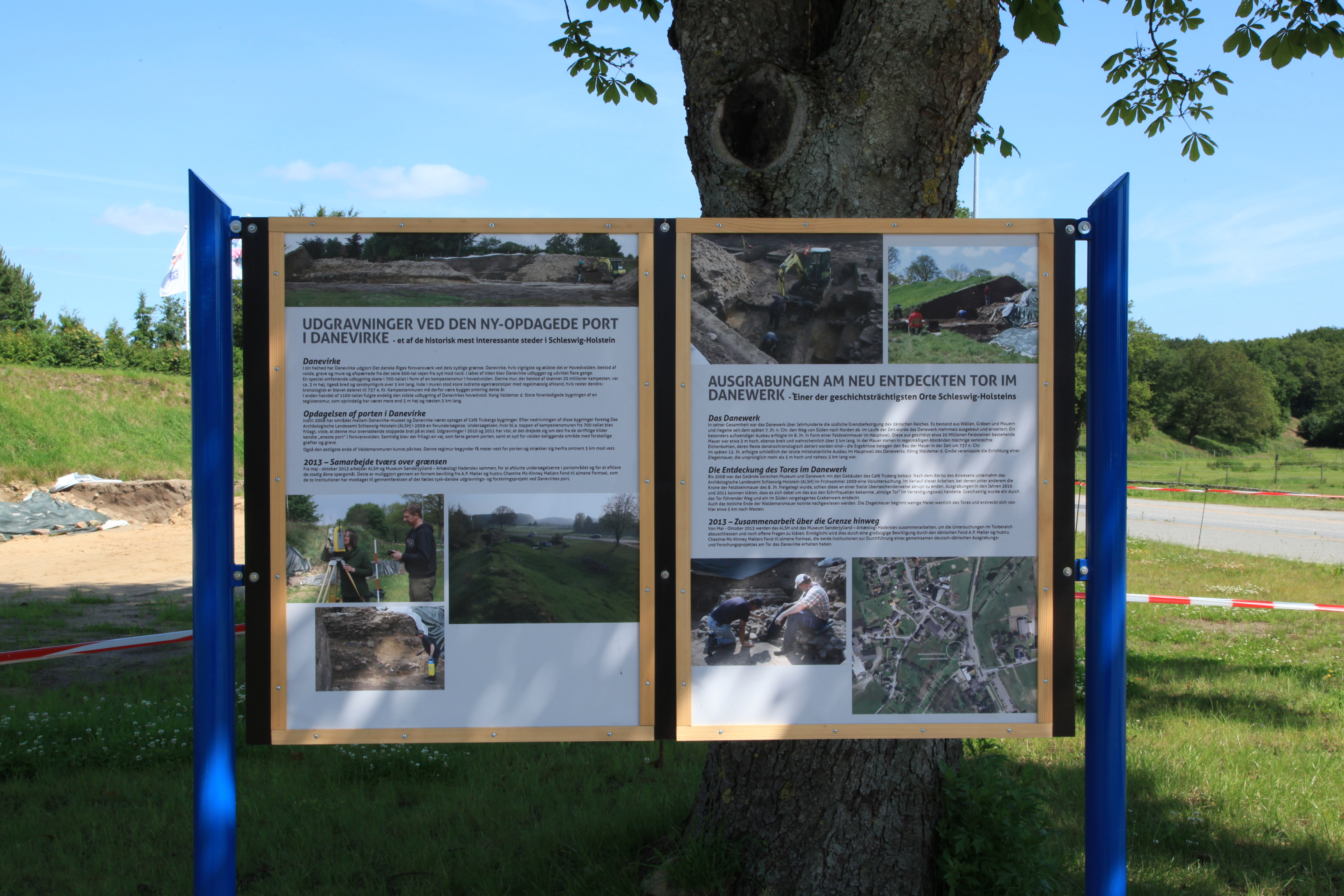
Infotafel zu den „Ausgrabungen am neu entdeckten Tor im Danewerk“ nahe der Ausgrabungsstelle (2013)

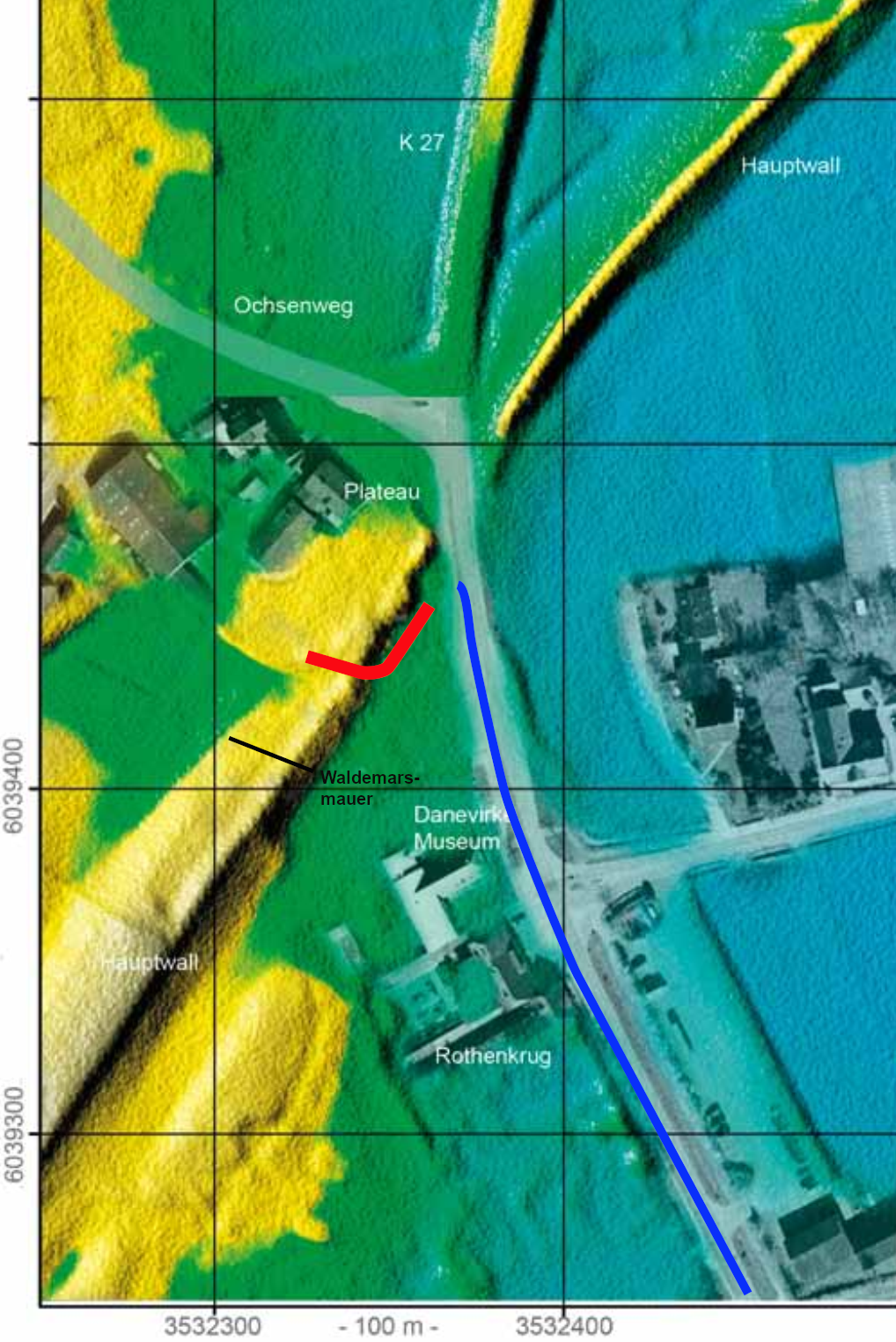
3d-Geländemodell von Plateau (Anhöhe) und Hauptwall bei Rothenkrug. Der als Weg interpretierte Ausgrabungsbefund (rot) beginnt dicht am Ochsenweg, verläuft als tiefer Hohlweg südlich parallel zum Plateau („medieval road“), quert die Hauptwall-Linie mit etwa 45° und endet schließlich in der Ausgrabungsfläche vor einem 4 Meter hohen Profil (Erdaufschnitt) des Plateaus. Der zum Hohlweg führende Ochsenweg ist blau dargestellt. Der Farbverlauf folgt den Geländehöhen: Von blau (ab 24 m NN) über grün (27–30 m NN) zu gelb und dunkelbraun (bis 38 m NN).Terrainmodell erzeugt in Virtual Nature Studio, Auflösung 1 Höhe je m². Willi Kramer 2011

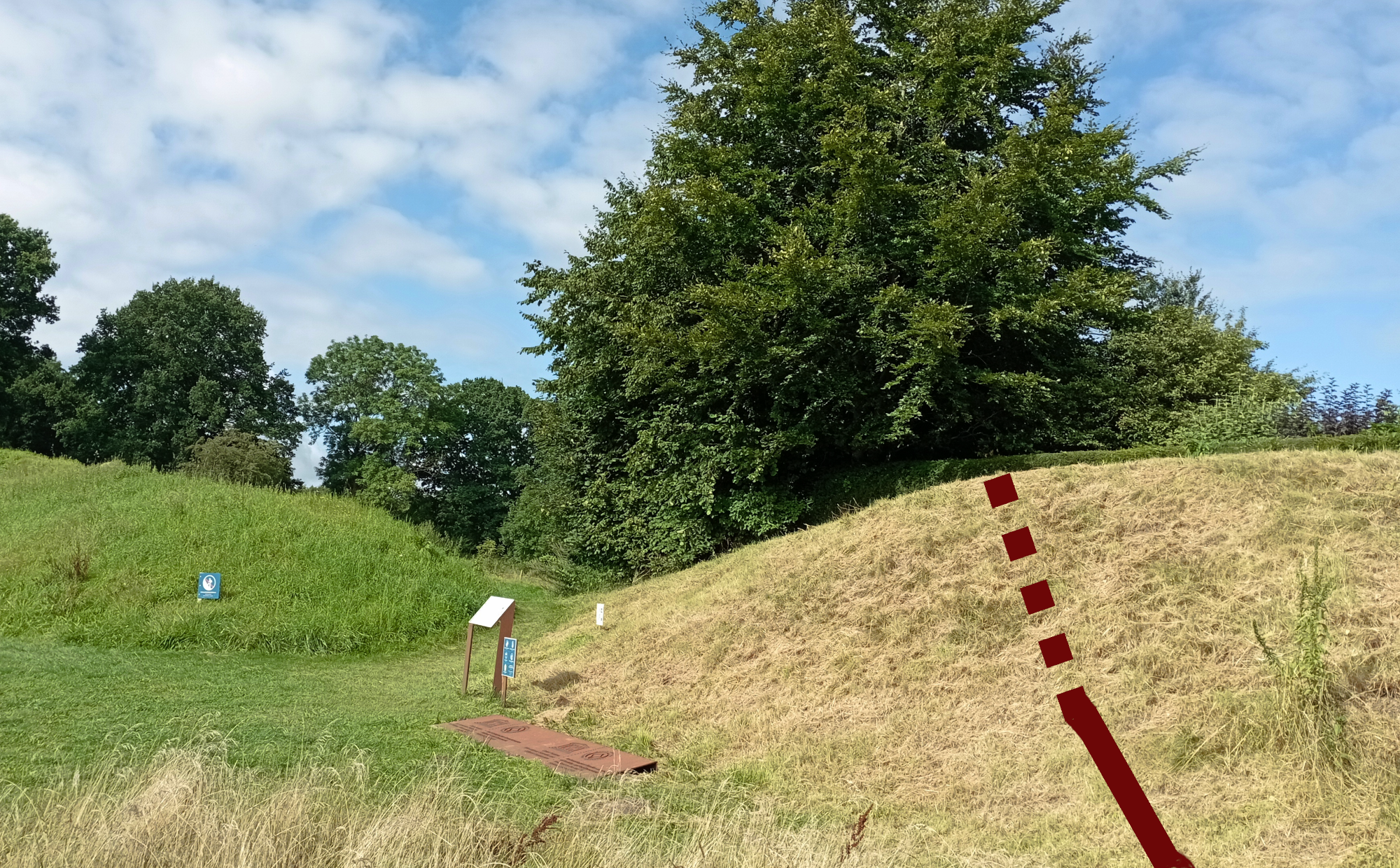
Nach dem Ende der Ausgrabungen hergestellter, V-förmiger Durchgang zur Darstellung des Wegesverlaufs durch den Hauptwall; rot: der Verlauf nach dem archäologischen Befund

An der historischen Kreuzung von Hauptwall und Ochsenweg, in unmittelbarer Nachbarschaft des Danevirke Museums in Klein Dannewerk, fanden in den Jahren 2010/2011 und 2013/2014 Ausgrabungen statt. Die schleswig-holsteinische Archäologin Astrid Tummuscheit erkannte nach einer ersten Grabungsperiode des Jahres 2010 eine Lücke im Wallverlauf und Spuren, die sie als Tor deutete. Es sei jenes Tor, das in den Fränkischen Reichsannalen von 808 erwähnt wurde. Die Entdeckung machte in den Medien Schlagzeilen. In den Jahren 2013–2014 folgten gemeinsame Untersuchungen des Archäologischen Landesamtes Schleswig-Holstein und des Museums Sønderjylland – Arkæologi Haderslev (MSAH), ermöglicht durch den A.P. Møller og Hustru Chastine McKinney Møllers Fond til almene Formaal unter Leitung von Astrid Tummuscheit, unterstützt durch Frauke Witte vom Sonderjylland Museum.
* Tor, Weg und „Straßengraben“: Der als Tor interpretierte Befund im Hauptwallverlauf war 30 Meter westlich des Ochsenweges angetroffen worden. In den Jahren 2010/11 hatte sich eine 6 Meter breite Unterbrechung der Feldsteinmauer feststellen lassen. Eine in der Unterbrechung befindliche, 3,4 Meter breite, sandige Ablagerung, die flächig erfasst wurde, war als Weg angesehen worden. Die Ablagerung enthielt einen mittleren Teil, in dem große Feldsteine und Bruchstücke von Ziegelsteinen vorkamen. Die beiden randlichen Partien wiesen eingeschwemmte Sande auf. Beim Abgraben des Befundes zeigte sich in den stehengelassenen Profilen ein um 0,8 Meter tiefer Graben, der die Ablagerung nach unten hin fortsetzte und mit einer flachen Sohle endete. „Parallel zum Weg und diesen schneidend befindet sich an dessen westlichem Rand der u.a. mit Ziegeln gefüllte sogenannte „Straßengraben‘“. Straßengräben sind im Frühen Mittelalter unbekannt, was in den gesetzten Anführungszeichen zum Ausdruck kommt. Den Abbildungen gemäß verlief der „Straßengraben“ jedoch nicht „parallel zum Weg“, sondern mit einer Breite von 1,7 Meter unter der Hälfte der Ablagerung bzw. des Weges und nimmt diesen Raum gänzlich ein. In Benutzung seien „jedoch jeweils nur recht schmale, trichterförmige Rinnen mit einer maximalen Mündungsbreite von 0,65 m“ gewesen, was sich im abgebildeten Befund nicht erkennen lässt. Die unteren sandigen Einfüllungen des Grabens verlaufen beidseitig regelmäßig, sind eingeschwemmt und enthalten weder Steine noch Ziegelbruch. Sichtbare Anzeichen von „wiederholter Reinigung“ fehlen im abgebildeten Befund ; sie würden sich als Störungen im Schichtenverlauf abzeichnen. Zwei fünf bis sieben Zentimeter breite und zwei bis sechs Zentimeter tiefe Mulden in einem Profil wurden als Abdruck von hölzernen Wagenrädern angesehen. Es sind „Einzelspuren, denen das jeweilige Gegenstück fehlt“. Weitere Spuren des jahrhundertelangen Verkehrs von Fuhrwerken wurden nicht gefunden. Die Ausgräberinnen vermuten, dass „Holzplanken als Fahrbahnen verlegt und später entfernt wurden, wodurch die Fahrzeuge keine Nachweise im archäologischen Befund hinterlassen haben“.  Spuren solcher Einbauten gab es im sandigen Untergrund nicht bzw. sind nicht berichtet. Es konnten auch keinerlei Spuren von ehemaligen Torbefestigungen oder -anlagen erkannt werden. Über dem Wegebefund war eine „kompakte Holzkohleschicht der zweiten Hälfte des 10. Jahrhunderts“ festgestellt worden, welche trotz der nachfolgenden, zumindest 250-jährigen Nutzung des Weges unbeschadet geblieben war. 
*Wegesverlauf, „medieval road“: 
Der Wegesverlauf erwies sich als ungewöhnlich. Er kreuzt das Wallwerk und das Tor nicht in senkrechtem Winkel, sondern mit etwa 45 Grad quer. Nach Norden hin konnten „Straßengraben“ und Weg nicht weiter verfolgt werden. Die Formation verlief unter eine plateauartige Anhöhe, wie eine Übersichtsaufnahme erkennen lässt. Ein Pressefoto zeigt dies aus einer weiteren Sicht. Hierüber gibt es keine Informationen. Bei den Untersuchungen des Jahres 2014 folgte man dem weiteren Verlauf nach Südosten hin. Die Formation bog mit östlicher Richtung ab und verlief parallel zum Wallverlauf an dessen Südseite. Die Vorberichte von 2018 und 2019 enthalten hierüber nur eine äußerst kurze Beschreibung und ein aus größerer Entfernung aufgenommenes Bild. Die als Hohlweg interpretierte und nunmehr „medieval road“ genannte Formation reichte bis weit ins Grundwasser, wie die erhaltenen Holzfunde nachweisen. Über die Breite oder die erreichte Tiefe des Befundes gibt es keine Information. Die Schichtenfolge („stratigraphy“) „is not completely clear so far“. Dreißig im Schichtverlauf liegende Bohlen und Stangenhölzer auf der dem Wall zugewandten Seite des tiefreichenden Befundes werden als Rest eines Wegesunterbaus interpretiert. Die Hölzer sind auf die Zeit um 1200 n. Chr. (waldemarzeitlich) datiert. Die Befunde (features) „head into the direction of the gate, although they are not preserved there“. Sich daraus ergebende Fragen bleiben offen. 
* Anschluss an den Ochsenweg: Einem Anschluss an den angrenzenden Ochsenweg konnte nicht nachgegangen werden. Er ist nur als spitze Kehre rekonstruierbar. 
* Kritik: In einem Beitrag des Jahres 2015 veröffentlichte Willi Kramer eine andere Interpretation der Befunde (siehe #Schanze von 1658/1660, Vorgängeranlage, archäologischer Konflikt). Bei dem „Straßengraben“, dem Hohlweg und dem Danewerkdurchbruch bzw. -tor handele es sich um Verteidigungsgräben einer Schanze des 17. Jahrhunderts und deren Vorgängerin, einer mittelalterlichen, waldemarzeitlichen Burg. Er verwies dabei unter anderem auf ein erhöhtes Plateau, das sich im Osten und Norden des Ausgrabungsgebietes befindet. Nach seiner Ausformung und Position stimme es mit frühen Beschreibungen und Kartierungen einer Schanze des 17. Jahrhunderts überein, die nach historischen Quellen eine Vorgängeranlage gehabt habe. Die randliche Einbindung des als Weg interpretierten Befundes in das Plateau, fehlende Spuren von Torbefestigungen, ein „Straßengraben“ unter dem Weg, eine unzerstörte Holzkohleschicht im Weg, der spitzwinklig vom Ochsenweg abzweigende Wegesverlauf sowie ein im Grundwasser verlaufender Hohlweg geben Kramers Interpretation Gewicht.

#### Kograbentor
Ein vier Meter breites Tor am Kograben wurde 1972 im Zuge des Baus der Autobahn A 7 gefunden. Es wird vermutet, dass es ein weiteres Tor am Kograben gab, durch das der Ochsenweg verlief. Im westlichen Abschnitt des Osterwalls wurde ebenfalls ein Tor nachgewiesen. Ein alter „Heerweg“ kreuzte an dieser Stelle den Osterwall. Das Tor lag 200 Meter östlich der Furt Dürwade (dänisch Dyrvad = „Torfurt“).

## Erwähnung in den Fränkischen Reichsannalen
Das Dannewerk wurde erstmals in den Fränkischen Reichsannalen des Jahres 808 beschrieben, jedoch ohne Angabe eines Namens für die Festung. Der Text beschreibt die Errichtung eines dänischen Grenzwalls nördlich der Eider, von der Ostsee bis zur Nordsee. Laut den Reichsannalen unternahm König Gudfred (Godofred) im Jahr 808 einen Überfall auf das slawische Volk der Abodriten im Raum Ostholstein und westliches Mecklenburg. Er eroberte den Handelsplatz Reric und siedelte die dortigen Händler nach Sliasthorp (Haithabu) um. Die Abodriten bezahlten nun Tribut an den dänischen König. Diesen Tribut hatte das Abodritenreich zuvor an die Franken gegeben. Deswegen schickte der fränkische Kaiser Karl der Große seinen „Sohn Karl mit einer starken Truppe aus Franken und Sachsen“ zur Hilfe. Gudfred zog sich nach Haithabu zurück und beschloss angeblich, „die Grenze seines Reiches [limitem regni sui], welche an Sachsen angrenzt, mit einem Wall zu befestigen [vallo munire], und zwar so, dass die Befestigung des Walles […] das gesamte nördliche Ufer des Flusses Eider abdeckte“.
Dieser Bericht, der Gudfred als Erbauer des Danewerks hinstellt, entspricht jedoch nicht den Tatsachen, denn zu Gudfreds Zeit bestanden die mächtigen Wallanlagen des Danewerks schon seit mehr als 100 Jahren, und sie waren vor 70 Jahren umfangreich erweitert worden. Im Osten fehlten noch gut drei Kilometer Wall bis Haithabu. Diese Lücke zu schließen, wäre ein sinnvolles Vorhaben gewesen. Tatsächlich wurden später ein Halbkreiswall rings um Haithabu und ein Verbindungswall zwischen Haithabu und dem bestehenden Danewerk gebaut, jedoch erst im 10. Jahrhundert. Archäologisch wurde nie ein Hinweis auf einen Danewerkbau von 808 bzw. den sogenannten „Göttrikswall“ (d. h. „Gudfreds Wall“) gefunden. Es ist deshalb davon auszugehen, dass es ihn nicht gegeben hat.
Die physische Reichsgrenze lag, wie in den Reichsannalen berichtet, an der Eider. An der Grönsfurt der Eider bei Fockbek wurde 811 feierlich ein Frieden zwischen dem Reich der „Dani“ und dem fränkischen Reich geschlossen.

## Ereignisse im Mittelalter
Im Jahr 934 durchbrach der ostfränkische König Heinrich I. das Danewerk, besiegte den dänischen König Chnupa (Knut I.) und besetzte Haithabu. Von Chnupas Gattin Asfrid stammen zwei der Runensteine von Haithabu.
Im Jahr 974 folgte Kaiser Otto II., der das Land zwischen Schlei und Eider bis 983 beherrschte.
Thietmar von Merseburg berichtete, Otto II. sei nach Haithabu geeilt, um die aufrührerischen Dänen anzugreifen. „Als er dort sah, dass seine Feinde den Graben, der zur Verteidigung ihrer Heimat bereitsteht, sowie das Tor, das Wieglesdor genannt wird, schon im Voraus besetzt hatten, überwand er […] diese Befestigungen mutig.“ Diesen Angriff Ottos II. berichtet auch die um 1230 geschriebene Heimskringla-Saga des Snorri Sturluson, der das Danewerk als großen Verteidigungswall mit einem breiten und tiefen Graben und mit mehreren Toren beschrieb.
Im Jahr 1043 marschierte das polabische Heer zur Rache des im Jahr zuvor durch Dänen ermordeten Polabenfürsten Ratibor durch das Danewerk, wurde aber auf dem Rückzug von König Magnus dem Guten gestellt und in der Schlacht bei Lürschau (nordwestlich von Schleswig) vernichtend geschlagen.
Im Jahr 1066 zerstörten Slawen aus dem Raum Ostholstein/Mecklenburg Haithabu, obwohl die Stadt von einem hohen Halbkreiswall geschützt war.
Am 7. Januar 1131 ermordete Magnus Nilsson, Sohn des dänischen Königs Nils, den Schleswiger Jarl Knud Lavard. Anschließend befestigte er den Verteidigungswall für den erwarteten Angriff des späteren Kaisers Lothar III. Helmold von Bosau (1120–1177) berichtet in seiner um 1167 geschriebenen Slawenchronik: „Kaiser Lothar kam mit einem großen Heer nahe der Stadt Schleswig zu jenem sehr bekannten Wall Dinewerch, um den Tod des edlen Knut zu rächen. Magnus hatte sich mit einem ungeheuren Heer der Dänen aus der Region versammelt, um sein Land zu verteidigen.“ Lothar wagte den Angriff gegen das versammelte dänische Heer nicht. Er erhandelte eine Sühnesumme und eine Sühnemannschaft sowie Geiseln und zog wieder ab.

## Das Danewerk in der Neuzeit

### Schanze von 1658/1660, Vorgängeranlage, archäologischer Konflikt

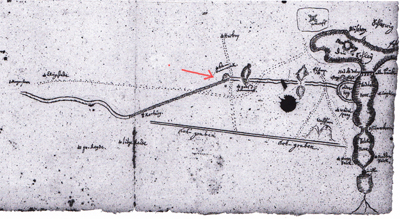
Petersens Danewerkkarte (um 1720), Pfeil: Schanze von 1658/60

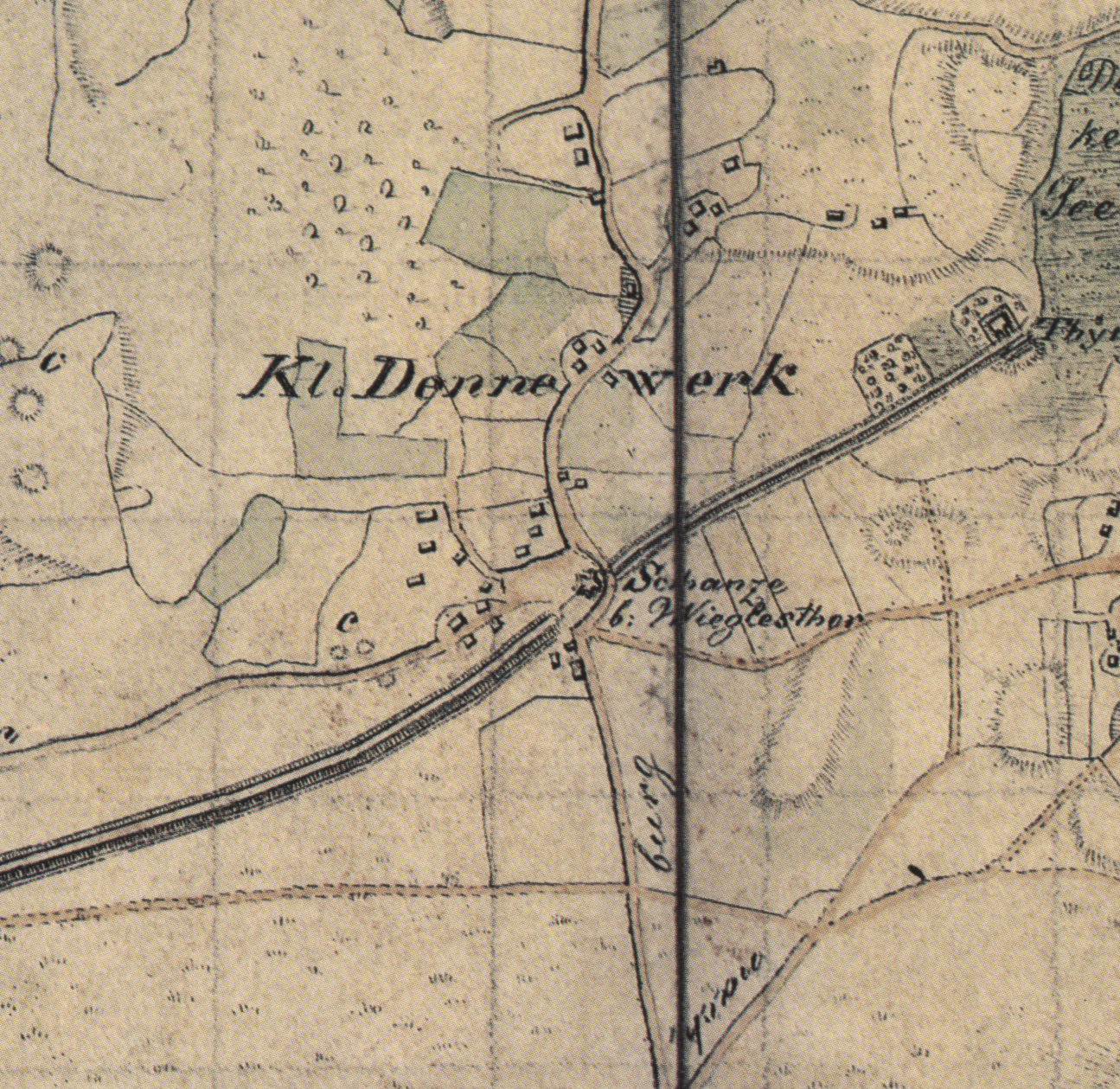
Ausschnitt aus der Danewerkkarte des Peter von Timm von 1842. Die Schanze befindet sich zwischen Hauptwallende und Ochsenweg („Schanze b. Wieglesthor“).

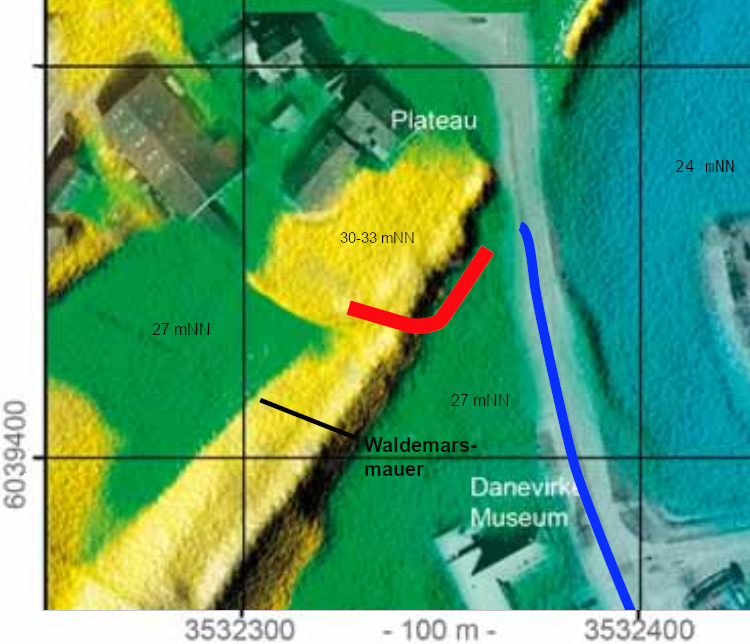
In einem Terrainmodell, das je m² eine Höhenangabe enthält, zeichnet sich ein Plateau unmittelbar westlich des Ochsenweges ab. Es überragt die Umgebung um 3 bis 6 Meter. Der als Weg interpretierte Befund (rot) bindet in das Plateau ein

- Schanze von 1658/1660: Willi Kramer verwies in einer Publikation vom Jahre 2015[88] auf die Danewerkbeschreibung des Schleswiger Historikers Ulrich Petersen, verfasst um 1720.[89] Darin beschrieb Petersen eine Schanze von 1658/1660 in Klein Dannewerk, die er auch in einer Karte einzeichnete. Die Schanze lag laut Petersen westlich anschließend an den Ochsenweg und nördlich des Hauptwalls, mit südlicher Ausdehnung im Hauptwallverlauf. Hier „beim Schlagbaum (d. i. die Gottorfer Zollstelle am Ochsenweg[90]) ganz nah am Wall“ lag, so Petersen, „ein ziemblich hohes fünfeckigtes Rondele von Erden“. Dieses Erdwerk sei im vorigen Jahrhundert von brandenburgischen Hilfstruppen eingerichtet worden. Der Große Kurfürst Friedrich Wilhelm von Brandenburg schickte diese Hilfstruppen im dänisch-schwedischen Krieg (1657–1660) dem bedrängten dänischen König Friedrich III. Der Topograph Johannes von Schröder erwähnte 1827 eine „noch sichtbare“ fünfeckige Sternschanze beim Wirtshaus Rothenkrug, „die von den Kaiserlichen im Jahre 1658 angelegt war, und damals durch Kanonen vertheidiget ward“.[91] Carl von Kindt beschrieb 1831 und 1842 das Danewerk und dabei auch die Schanze.[92] Auch in der Pontoppidankarte von 1757 ist die Position zwischen östlichem Ende des Hauptwallzuges und unmittelbar westlich des Ochsenwegs zu sehen; in der Kopfzeile ist eine abgerundet dreieckige Formation „ved Klein Danneverk“ abgebildet. Pontoppidan beschreibt sie: „inden for Aabningen en trekantet Skandse, som endnu kaldes Thyrenborg, og formodentlig har beskyttet den gamle Wieglesdor, som i Kong Haralds Tid var den eeneste Aabning paa hele Volden.“ (innen der Öffnung eine dreieckige Schanze, die man nun Thyrenborg nennt, und vermutlich das alte Wieglesdor beschützt hat, welches zu König Haralds Zeit das einzige Tor im ganzen Wall war).[93] In der Danewerkbeschreibung des Peter von Timm von 1842 ist die Schanze zwischen Hauptwallende und Ochsenweg eingezeichnet.[94]
- Vorgängeranlage, mittelalterliche Burg (archäologischer Konflikt): Bereits Ulrich Petersen hatte auf eine Vorgängeranlage hingewiesen: Die Schanze sei „auf dem Fundament einer alten Specula oder Wachtturms angeleget, so noch bis dato auf seinem Grund unverstöret geblieben“. Kramer führte zwei weitere Quellen an, die Petersens Aussage stützen: Johann Adolf Cypraeus beschrieb im Jahre 1634, einem Vierteljahrhundert vor dem Schanzenbau, eine Befestigung bei Klein-Dannewerk. Sie stimmt nicht nur hinsichtlich der Ortsangabe mit Petersens und Pontoppidans sowie von Timms Schanzenkartierungen überein, sondern benennt auch die vor dem Schanzenbau bekannte Funktion: Bei der „porta una in medio relicta“ (der in der Mitte gelassenen Porta) seien „arcem vel castellum“ (eine Burg oder Festung), „non procul a pago Klein Dennewerck quod vallo contiguum est“ (nicht weit vom Ort Klein Dannewerk, das an den Wall angrenzt), mit („rudera quae supersunt“) übriggebliebenen Ruinen und Spuren von Gräben und Wällen[95]. Im Jahre 1583 erwähnte Adam Tratziger, Kanzler am holstein-gottorfischen Hofe, „Ruinen eines Tores“ (vestigia portae). Sie (praebent ac conspiciunter) sindbis jetzt zu sehen und überragen die Durchfahrt Kolgat.[96] Aus exakten Beschreibungen von Funden, die dort im 19. Jahrhundert gemacht worden waren, sah Kramer Hinweise auf eine ursprünglich mittelalterliche, waldemarzeitliche (um 1200) Anlage: Carl von Kindt und Peter von Timm hatten an einer Abgrabung einen Einblick nehmen können. Sie sahen „im Grunde des Berges“ auf Buschwerk gelegte Eichenstämme, „ganz hart und schwarz wie Ebenholz“.[97] Schanze und ältere Anlage seien in einem Plateau erhalten, das sich unmittelbar westlich angrenzend an den Ochsenweg befindet. Bei den von den Ausgräberinnen Astrid Tummuscheit und Frauke Witte als Weg, Tor und „Straßengraben“ interpretierten Befunden handele es sich um Verteidigungsgräben. In einem Gegenbeitrag wiesen Claus von Carnap-Bornheim, Lennart S. Madsen, Astrid Tummuscheit, und Frauke Witte dies in einer „Erwiderung“ scharf zurück. Die von Kramer postulierte waldemarzeitliche Burg bezeichneten sie als „hypothetisch“. Kramer verwies in seiner Antwort unter anderem auf eine im fraglichen Befund vorgefundene, kompakte Holzkohleschicht aus dem 10. Jahrhundert, die „innerhalb weniger Tage durch Tierhufe und Wagenräder vertikal wie horizontal veteilt und bald buchstäblich atomisiert worden“ wäre.[98] Zu den Ausgrabungen der Jahre 2010 bis 2014 gibt es nur vier kurze Vorberichte. Eine Veröffentlichung von Plänen und Photos von Flächen und Profilen dieser Grabungen, insbesondere des tiefen Hohlweges mit parallelem Verlauf zur Wallfront („medieval road“)#Ausgrabungen 2010/2011 und 2013/2014, steht weiterhin aus. In einer jüngeren Publikation Tummuscheits vom Jahre 2020 über das Danewerk ist das Tor nur mit einem Satz erwähnt.[99]

Das Danevirke Museum widmet der „Schanze aus dem 17. Jahrhundert“ auf seiner Webseite Das Danewerk einen kurzen Abschnitt. Dort wird anerkannt, dass sie nach den historischen Quellen an der Kreuzung von Ochsenweg und Danewerk lag. Man habe sie bisher nicht gefunden. „Möglicherweise handelt es sich bei einer Anhöhe von[r] dem Hauptwall direkt neben dem Museum um die Reste dieser Schanze. Sie liegt dort, wo man eigentlich den Wallgraben der Waldemarsmauer sehen sollte“. Es handelt sich um ein Relikt der Umwandlungen von 1861–64, das sich mit zwei kurzen Unterbrechungen bis zu Schanze XIV erstreckt und diese einbindet.

### Das Danewerk im 19. Jahrhundert

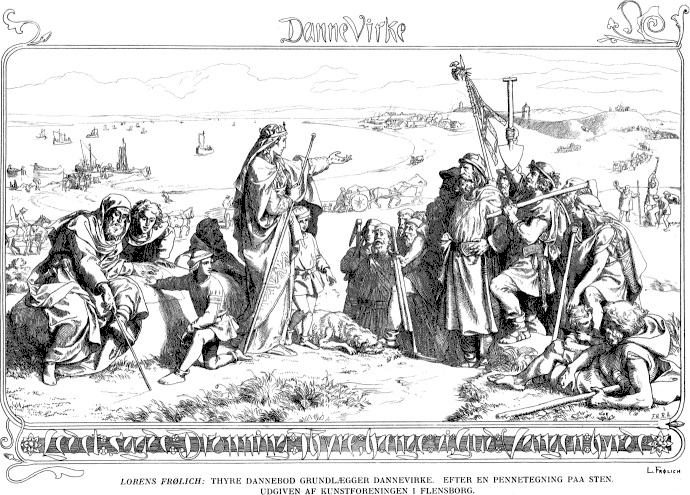
Thyra Danebod befiehlt den Bau des Danewerks. Nationalromantische Phantasiezeichnung von Lorenz Frølich (1855).

#### Nationaldänisches Symbol
Im dänischen Gesamtstaat (1773–1864) war das Danewerk zunächst kaum bekannt. Die 1807 begründete dänische Kommission til Oldsagers Opbevaring nahm 1810 die Wallzüge nicht in die Liste der im Amt Gottorf zu sichernden Denkmale auf. Der Gesamtstaat scheute als Vielvölkerstaat eindeutige Identifikationen und unterband Nationalitätengefühle. Im Reich des erklärten Anhängers der Aufklärung Frederik VI. bestand „ein Gesamtstaatspatriotismus, der die Kräfte der neuen Zeit, Volk und Nation, nicht kannte oder als störend empfand“.
Die von 1816 bis 1819 bestehende Zeitschrift Dannevirke von Nikolai F. S. Grundtvig wirkte dem entgegen und propagierte das Danewerk als geistiges Symbol einer nationaldänischen Bewegung. Von 1838 an wurde die Zeitschrift Dannevirke fortgeführt, nunmehr in einem zunehmend politisierten Klima. Der Weg von einem liberalen und multinationalen Standpunkt hin zur nationalen Orientierung dauerte weniger als 20 Jahre und fand seinen staatsrechtlichen Abschluss mit der Verfassung von 1848. Im Verlauf dieser Entwicklung wurde das Danewerk zu einem nationaldänischen Symbol.

#### Reaktivierung während der Schleswig-Holsteinischen Erhebung (1848–1851)
Während der Schleswig-Holsteinischen Erhebung kam es am 23. April 1848 zur Osterschlacht von Schleswig.
Im Vorfeld der Schlacht verschanzten sich die dänischen Truppen am Hauptwall und am Verbindungswall. Dabei wurden auf den Wallkronen Brustwehren aufgeworfen; auf dem Hauptwallabschnitt zwischen dem Danevirke Museum und der Thyraburg sind sie noch gut erhalten. Am Friedrichsberger Ortsrand wurde auf dem Gelände der späteren Schanze II eine Batterieschanze installiert. Die Kampfhandlungen fanden am Verbindungswall sowie beim Busdorfer Damm statt, doch mussten sich die Dänen rasch über den Kolonnenweg und, besonders verlustreich, über Friedrichsberg zurückziehen. Schleswig-Holstein und Preußen zählten 40 Tote und 366 Verwundete, die Dänen hatten 170 Tote und 463 Verwundete zu beklagen.
Nach der Schlacht von Idstedt im Jahr 1850 befestigte das dänische Heer das Danewerk erneut. Es blieb Frontlinie bis zum Kriegsende.

#### Umbau zur Danewerkstellung (1861–1864)

Holzschnitt von 1864: Vor der freigelegten Waldemarsmauer patrouillieren dänische Soldaten; im Hintergrund Schanze XIV

Holzschnitt von 1864: Die Schleifung von Schanze II bei Busdorf im April 1864 durch Schleswiger Bürger. Es stehen noch Teile des Artilleriebunkers. Links: Das Obeliskendenkmal von 1853 vor einem Massengrab mit 500 bei Idstedt Gefallenen.

Von 1861 an wurde das Danewerk mit großem Aufwand zur sogenannten Danewerkstellung umgebaut, indem zahlreiche Schanzen hinzugebaut wurden. Im 18. und frühen 19. Jahrhundert waren der Schanzengürtel von Düppel (dänisch Dybbøl) und die Festung Fredericia als Hauptverteidigungsstellungen Jütlands vorgesehen gewesen. Dies änderte sich in der Zwischenkriegszeit. Ab 1861 errichteten dänische Pioniere 21 von 29 geplanten Artillerieschanzen in der Linie Krummwall – Hauptwall – Verbindungswall. Die Danewerkstellung zog sich von Hollingstedt im Westen bis nach Kappeln an der Schlei im Osten. Die Schanzen I–VIII lehnten sich westlich an die Busdorfer Schlucht an und verbanden die Verteidigungslinie mit der Schlei. Die modernste Anlage war Schanze II am Busdorfer Teich (Lage), die einen betonierten Artilleriebunker besaß, den ersten seiner Art in Europa. Auf der Möweninsel, am Fuße der Halbinsel Reesholm, vor der Mündung der Hüttener Au bei Fleckeby, bei Missunde und Arnis entstanden ebenfalls starke Feldstellungen und Schanzen, die mögliche Schlei-Übergänge sichern sollten.
Die Bauarbeiten betrafen auch den Hauptwall. In die Berme der Waldemarsmauer wurde ein Wehrgraben eingegraben, der Wehrgraben dafür überschüttet. Die dänischen Pioniere versteilten dabei die Front des Walls, wobei sie bis nahe an die Waldemarsmauer herangruben. Das heutige Erscheinungsbild des Hauptwalls ist somit bis auf wenige Stellen Anfang der 1860er Jahre entstanden. Die Maßnahmen wurden denkmalpflegerisch begleitet: Jens J. A. Worsaae, Generalinspekteur der Altertümer im Königreich und damit Reichsantiquar, beauftragte den Kopenhagener Maler, Restaurator und Archäologen Jacob Kornerup sowie den Ingenieurleutnant Georg F. Hamann, auftretende Befunde zu dokumentieren. Die Ergebnisse dieser ersten denkmalpflegerisch-archäologischen Dokumentation Nordeuropas hat Andersen veröffentlicht.
Die noch nicht völlig fertiggestellten Schanzen wurden im Januar 1864 vom dänischen Heer besetzt. Am 1. Februar begann der Deutsch-Dänische Krieg, als österreichische und preußische Truppen unter Generalfeldmarschall Friedrich von Wrangel die Eider überschritten. Es kam zu Gefechten bei Selk, Missunde und Arnis.
Der dänische Oberbefehlshaber Christian Julius de Meza ließ die Danewerkstellung am 5. Februar 1864 räumen, da er keine sinnvolle Verteidigungsmöglichkeit sah (Rückzug vom Danewerk). Er zog seine Truppen zur Flankenstellung „Düppeler Schanzen“ zurück, wo es im April 1864 zur Schlacht kam (Erstürmung der Düppeler Schanzen).

### Panzergraben 1944
1944 sollte das Danewerk in eine großzügige, nach Norden gerichtete Panzersperranlage umgestaltet werden. 9000 Männer waren dorthin abkommandiert, um die Bauarbeiten auszuführen. Søren Telling, ein ehemaliges Stabsmitglied der DNSAP von Frits Clausen, war 1940 beim damaligen schleswig-holsteinischen Landesmuseum in Kiel angestellt worden. Er wandte sich an den SS-Reichsführer Heinrich Himmler, der für das „Amt für Ahnenerbe“ zuständig war. Telling konnte Himmler unter Hinweis auf die „Bedeutung des Danewerks für die arische und germanische Kultur“ dazu bringen, den Befehl zu widerrufen; dennoch wurde der Panzergraben gebaut.

## Schutz und Denkmalpflege

### Naturschutz und Denkmalschutz

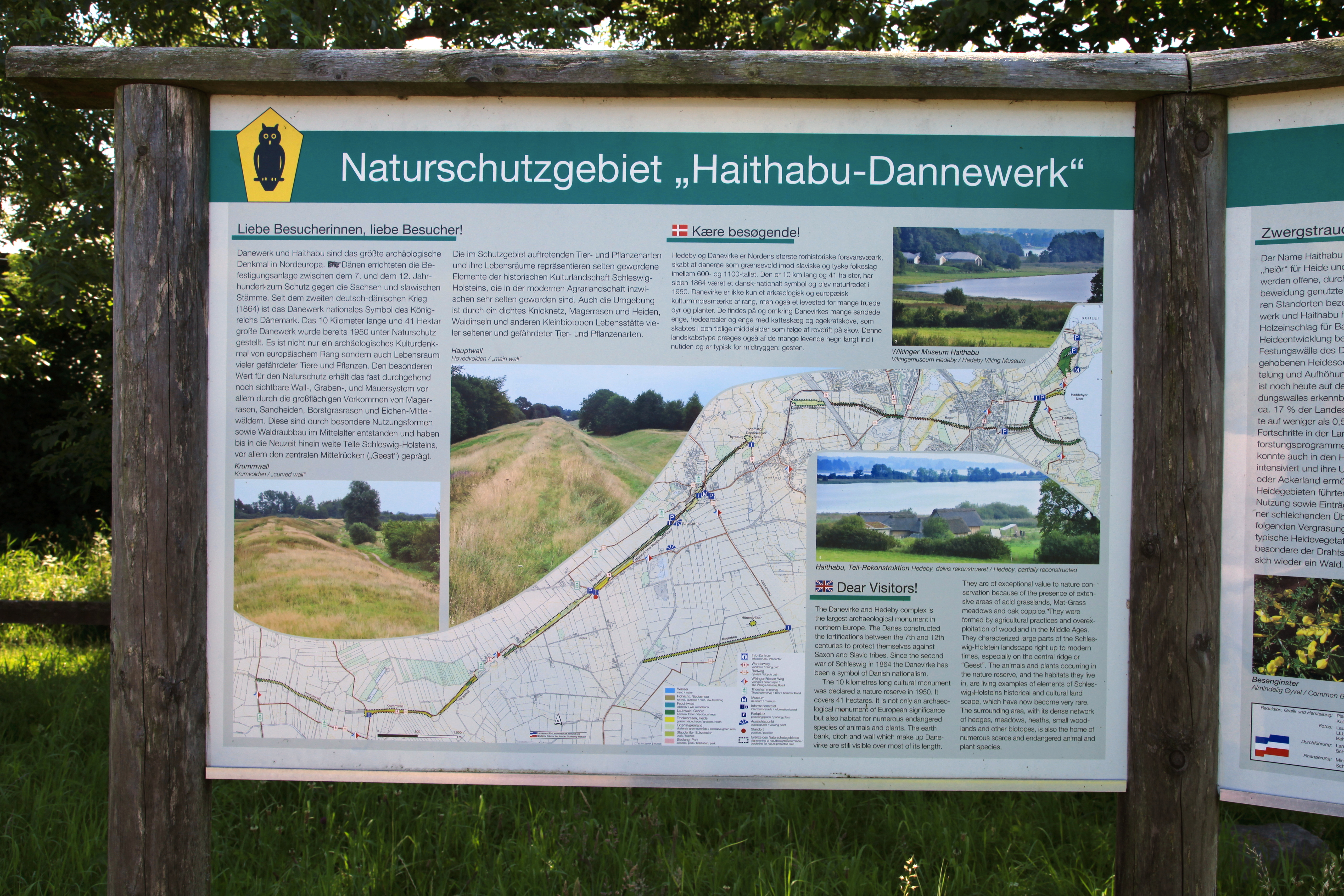
Infotafel zum Naturschutzgebiet Haithabu-Dannewerk. Auf der Karte sind die Wälle vom Krummwall bis zum Halbkreiswall zu sehen, außerdem unten der Kograben.

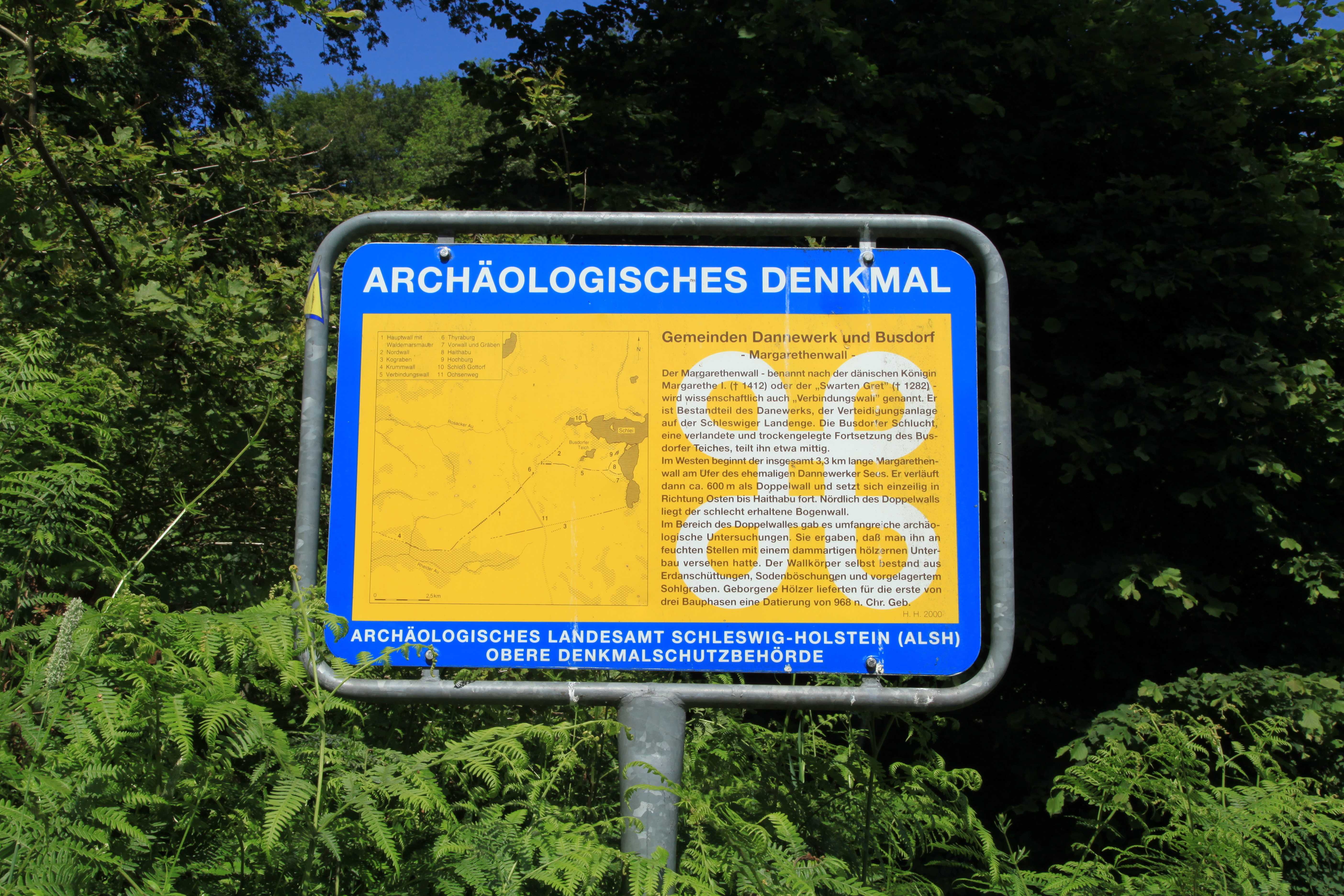
Hinweistafel „Archäologisches Denkmal“ am Verbindungswall

Die Reste des Danewerks wurden 1950 unter Naturschutz gestellt (Naturschutzgebiet Haithabu-Dannewerk). Die rechtliche Voraussetzung für den Denkmalschutz wurde 1958 mit dem Inkrafttreten des Denkmalschutzgesetzes von Schleswig-Holstein geschaffen. Im Jahre 1965 wurden Haithabu und das Danewerk in das Denkmalbuch eingetragen und stehen seither unter Denkmalschutz.

### UNESCO-Welterbe
Im Jahr 2004 beschloss der Landtag von Schleswig-Holstein, einen Welterbe-Antrag für Haithabu und das Danewerk bei der UNESCO zu stellen. Das Archäologische Landesamt Schleswig-Holstein koordinierte die Arbeiten für den Antrag. Zahlreiche Institutionen und Organisationen sowie die betroffenen Gemeinden, Städte und Kreise waren eingebunden.
In einem ersten, sehr komplizierten Anlauf wurde ein transnationaler Antrag vorbereitet: Deutschland, Dänemark, Island, Lettland und Norwegen waren an dem Welterbe-Projekt „Wikingerzeitliche Stätten in Nordeuropa“ beteiligt. Schweden war anfangs mit dabei gewesen, stieg dann aber aus. Im Jahr 2015 wurde das transnationale Projekt vom Welterbekomitee zur weiteren Überarbeitung an die Antragsteller zurückverwiesen und daraufhin aufgegeben.
Im Jahr 2016 formulierte das Archäologische Landesamt kurzfristig einen neuen Antrag, diesmal nur für Haithabu und das Danewerk. Der Antrag wurde im Jahr 2017 eingereicht. Am 30. Juni 2018 erhielt der „Archäologische Grenzkomplex Haithabu und Danewerk“ den Weltkulturerbe-Titel.
Mit der Anerkennung als Weltkulturerbe ist die Anforderung verbunden, umfangreiche Maßnahmen zur Erhaltung und Pflege des Denkmalkomplexes umzusetzen. Der aktuelle Managementplan für das Jahrzehnt 2020 bis 2030 hat einen Umfang von 172 Seiten.

## Vermittlung/Präsentation

### Danevirke Museum

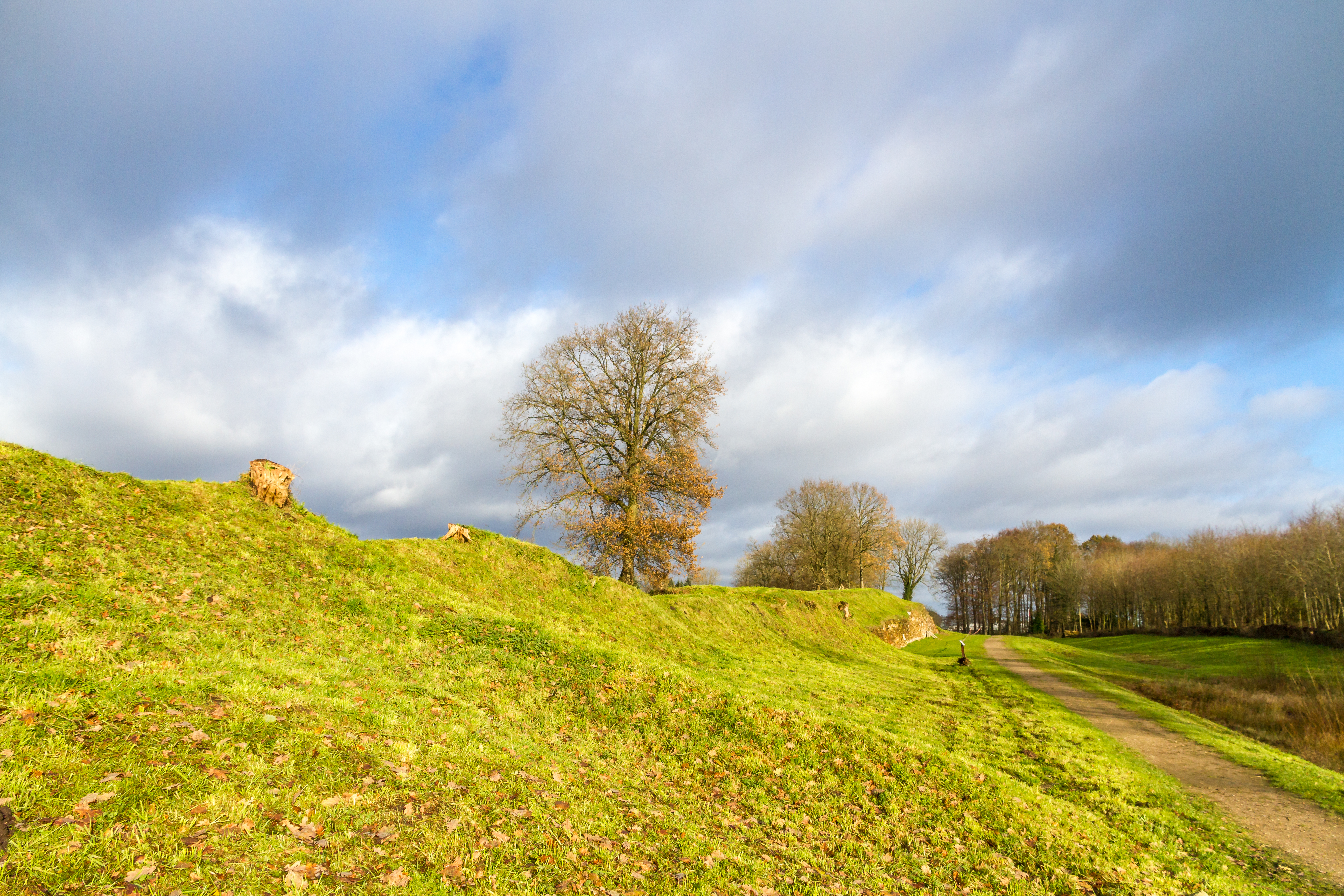
Archäologischer Park des Danevirke Museums: Hauptwallareal

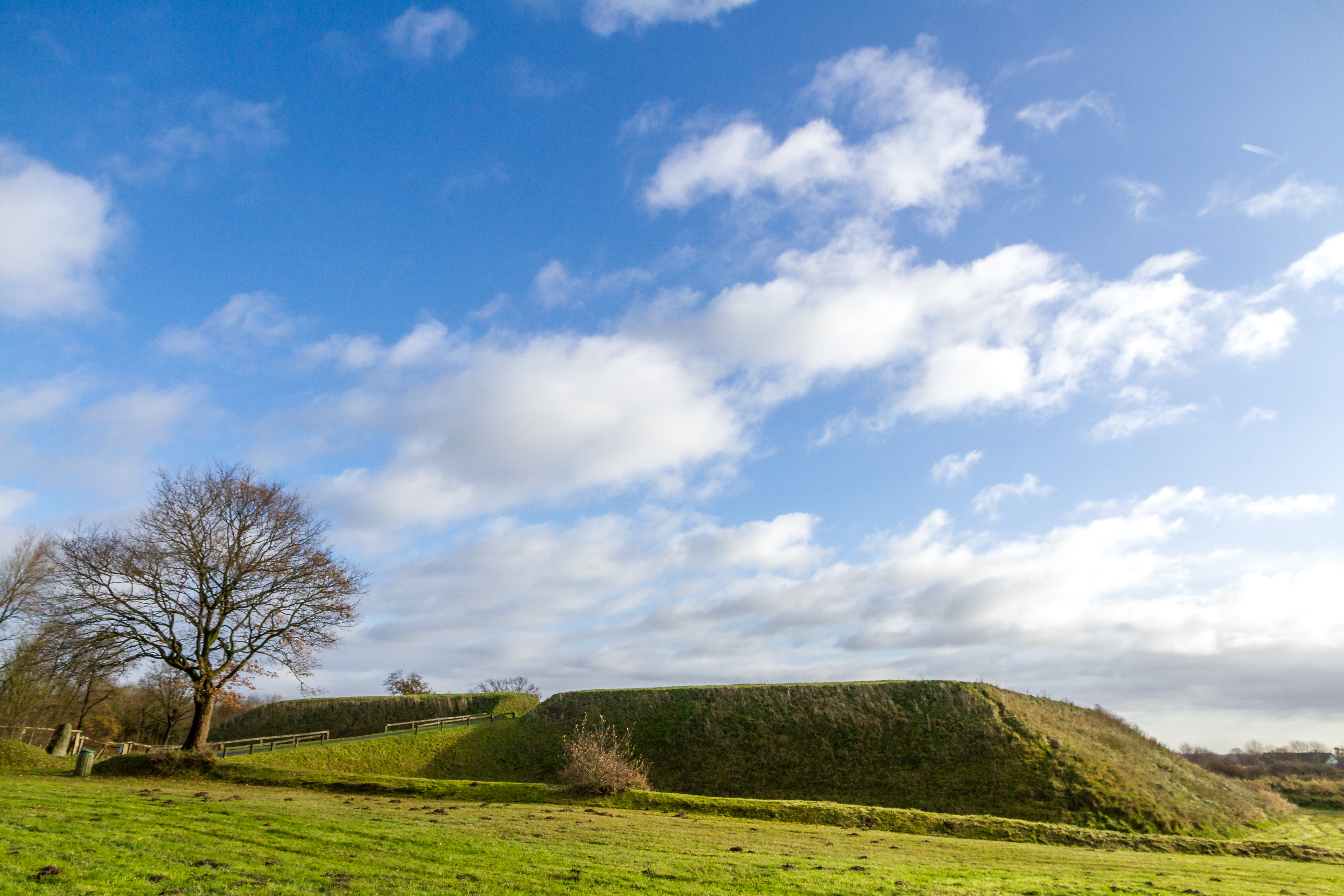
Archäologischer Park des Danevirke Museums: Schanze XIV

Das Danevirke Museum (Danewerkmuseum) in Dannewerk besteht seit 1990. Bis 2022 vermittelte es die Geschichte des Danewerks in einem ehemaligen Bauernhaus. 2022 wurde das Gebäude für einen Neubau abgerissen. Anschließend wurden an dieser Stelle, wo einst der Ochsenweg verlief, archäologische Untersuchungen durchgeführt. Bis zur Eröffnung des Neubaus, voraussichtlich im Jahr 2026, ist das Besucherzentrum in Containern untergebracht.
Der Archäologische Park im Außenbereich des Museums wurde 2001 in Zusammenarbeit mit dem Archäologischen Landesamt Schleswig-Holstein angelegt.

### Stadtmuseum Schleswig
In der Ausstellung „Sliesthorp-Haithabu-Schleswig“ des Stadtmuseums Schleswig sind zwei großformatige HD-Monitore installiert, die über Touchscreen-Panels zu bedienen sind. Ein größerer Menüteil ist dem Danewerk gewidmet; hier finden sich auch Videosequenzen von Flügen mit einem Flugdrachen längs der Wälle.

## Wälle im Umfeld des Danewerks
Die nachfolgend aufgeführten Wälle werden heute nicht mehr als Bestandteile des Danewerks genannt. Zudem sind sie nicht datiert. Der durch Überbauung verschwundene Kurze Kograben und das Stumme Werk wurden von früheren Beschreibern dem Danewerk zugerechnet. Bei den Tiergarten-Wällen ist ein Zusammenhang mit dem Danewerk völlig unklar.

### Kurzer Kograben
Der 700 Meter lange Kurze Kograben verlief parallel zum 6,5 Kilometer langen Kograben. Er lag südlich der Mitte des Kograbens und dicht vor der Rheider Au. Im 19. Jahrhundert war er kaum mehr in der Landschaft erkennbar; Carl von Kindt entdeckte ihn 1841. 1936 wurden seine Reste beim Bau des Flugplatzes überdeckt. Zum Wall war bei einer archäologischen Untersuchung wenig auszumachen. Als Wehrgraben diente ein Sohlgraben von um 2 Metern Tiefe und einer Breite von 7,5 Metern. Der Kurze Kograben ist vermutlich älter als der Kograben.

### Stummes Werk

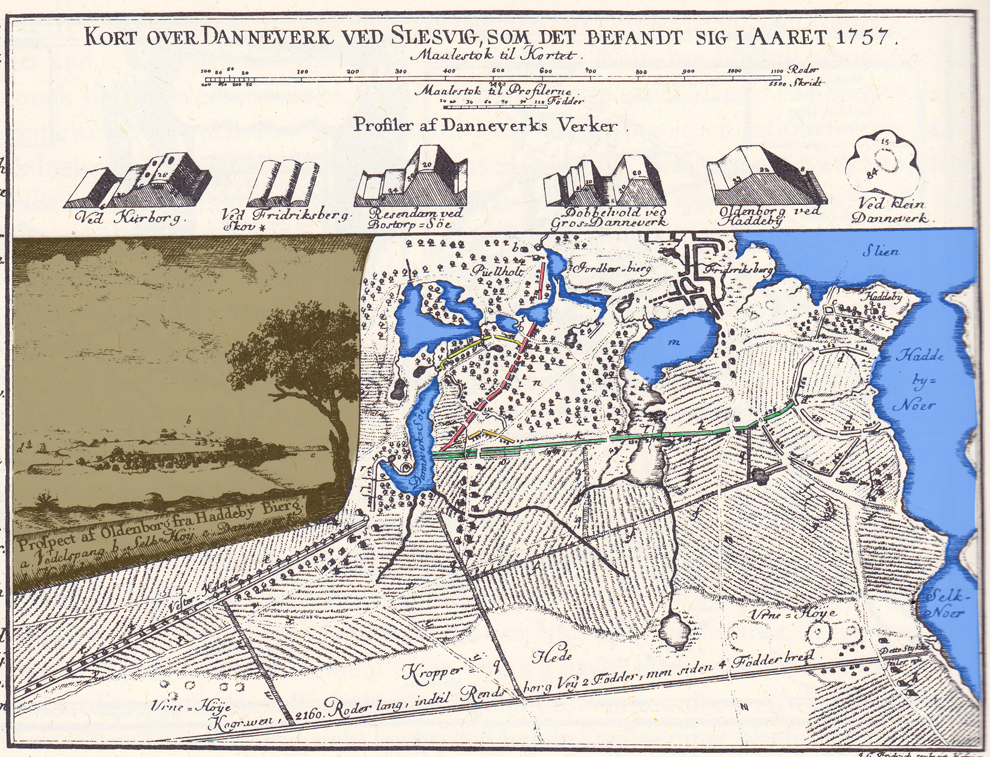
Die Danewerkkarte von Erik Pontoppidan aus dem Jahr 1757.
Gelb: das Stumme Werk.
Rot: Nordwall.
Grün: Verbindungswall.

Die sehr stark verschleiften Wallzüge des Stummen Werks verlaufen über eine Länge von 860 Metern auf der Hangschulter hoch über der Niederung des Pöhler Geheges. Der Wall schließt im Westen an den ehemaligen Dannewerker See an; das Ostende bindet am Nordwall ein bzw. wird von diesem überlagert. Die Anbindung ist nicht eindeutig zu erkennen, so dass eine relative Datierung in Bezug zum Nordwall vorerst nicht möglich ist.
Das Stumme Werk wurde erstmals 1757 von Erik Pontoppidan kartiert; das Pöhler Gehege war damals noch nicht entwässert. Peter von Timm und Carl von Kindt überlieferten den Namen „Stummes Werk“. Sie erkannten im frühen 19. Jahrhundert, dass der Wall nach Norden hin der Geländekante aufgesetzt und somit auf Angriffe aus nördlicher Richtung ausgerichtet ist.

### Wälle im Waldgebiet Tiergarten
Im Waldgebiet des ehemaligen „Tiergartens“ von Schleswig liegen zwei jeweils 400 Meter lange Wallzüge in nord-südlicher Ausrichtung. Nach Westen sind Gräben vorgelagert. Da die Gräben keine Bermen aufweisen, könnte es sich um frühneuzeitliche Wälle handeln.